# Crue du 18 juin 2013 en pays Toy
La crue du 18 juin 2013 en pays Toy est une crue torrentielle ayant entrainé des victimes et d'importantes destructions dans la vallée du Bastan (Hautes-Pyrénées), principal torrent affluent du Gave de Gavarnie ou Gave de Pau, et ayant provoqué une large inondation en aval, notamment à Lourdes.

## Historique

### Faits historiques

#### Urbanisation d'un milieu hostile
Un très vieux dicton en Pays Toy annonce que « Un Toy noun cragn qué Diou, et péricle e erà lid » Un toy ne craint que dieu, le tonnerre et l'avalanche. En 2013 ce dicton est amplifié dans sa vérité, les toys sont frappés par une suite d'événements météorologiques d'ampleur centennale.
Madame de Maintenon qui, pendant son séjour pour prendre les eaux en 1675 au bourg des Bains, datait ses lettres de « Barèges »,  donne à ce milieu hostile, enclave dans un fond de vallée aux parois abruptes, une ampleur provoquant le développement de l'activité de Barèges jusqu'à nos jours.
En 1794, Antoine-François Lomet Des Foucaux  écrivait dans son Mémoire sur les eaux minérales et les établissements thermaux des Pyrénées :
« On détournera les lavanges qui désolent Baréges en fixant par des plantations les neiges qui le dominent. L'ancien gouvernement s'en étoit occupé mais on n'avoit pas pris le travail assez haut. D'ailleurs on avoit semé du chêne dans les régions qui appartiennent aux pins et du hêtre dans les situations qui conviennent au citise et rien n'avoit réussi. L'exécution de tous ces genres de travaux exige le concours d'un nombre infini de connoissances, il y faut sur tout la surveillance continuelle et l action immédiate de quelque naturaliste des plus instruits dans la connoissance de ces montagnes et de leurs phénomènes dans l'art de créer et conserveries forêts tutélaires et de gouverner les torrens. Il ne faut pas se dissimuler que l'aménagement des eaux thermales de ces contrées présente des difficultés si multipliées si profondes mais en même tems si peu apparentes que nulle construction ne fut jamais plus délicate »
Longtemps Barèges ne fut habité que les mois d'été. La construction d'un accueil pour soigner par les eaux thermales des militaires blessés  a amplifié cette activité. Ce bâtiment entravant le Bastan et situé directement en contrebas du couloir d'avalanches du Midaou a été détruit et reconstruit. Il est toujours présent de nos jours, malgré une épaisseur de mur de 12 m. Ses fondations ont été attaquées lors de la crue de 2013. Juste en amont, l'hôtel plus récent qui lui était adossé a été détruit.
Depuis le XVIIIe siècle, la vallée du Bastan et du Gave de Gavarnie et leurs habitants ont toujours surmonté les épreuves du temps. Principalement Barèges, la plus jeune des communes de France pour les bienfaits des eaux thermales, encore de nos jours, a dans son histoire été le lieu de catastrophes, et est mise en valeur par toutes les restructurations réalisées depuis la crue de 2013.[Quoi ?]

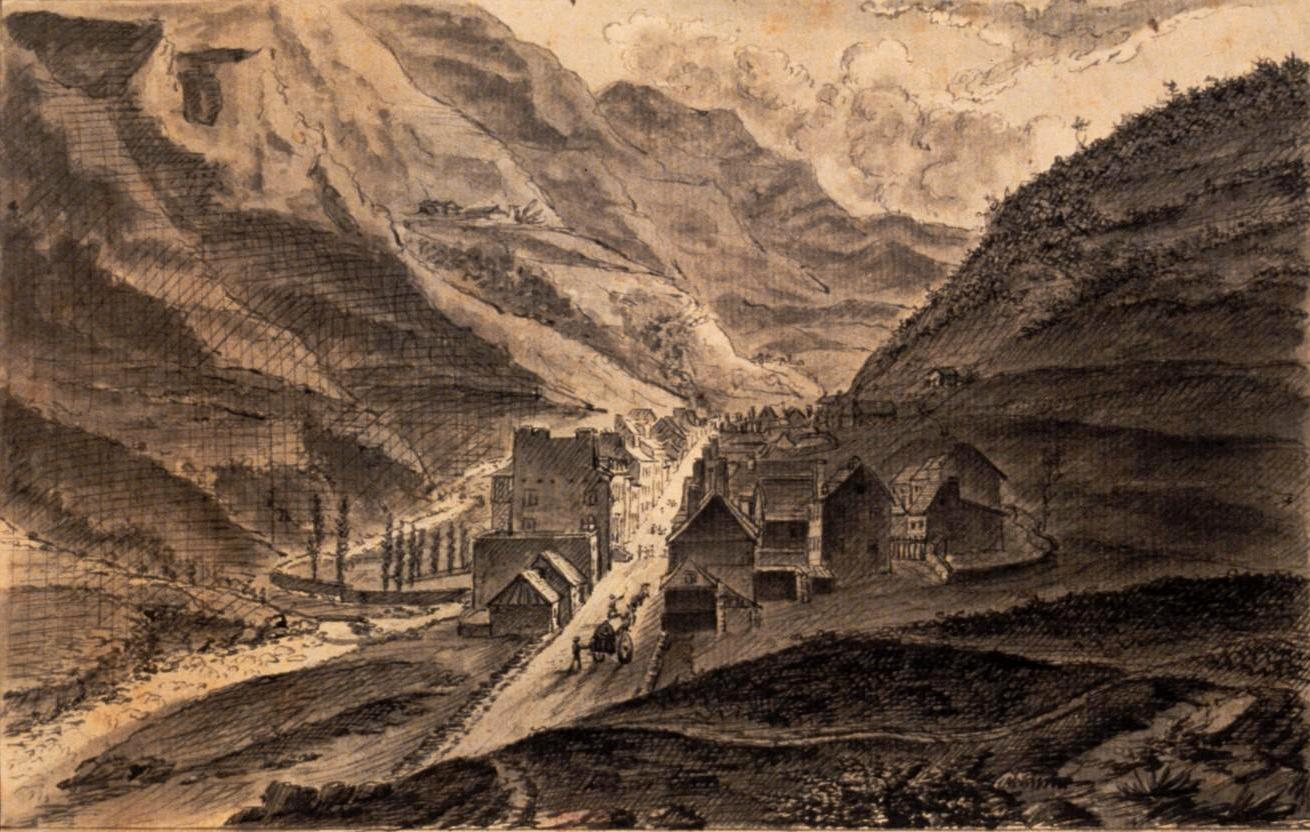
Barèges au XIXe siècle (collection Hippolyte Destailleur 1822-1893).

#### Crues et avalanches précédentes

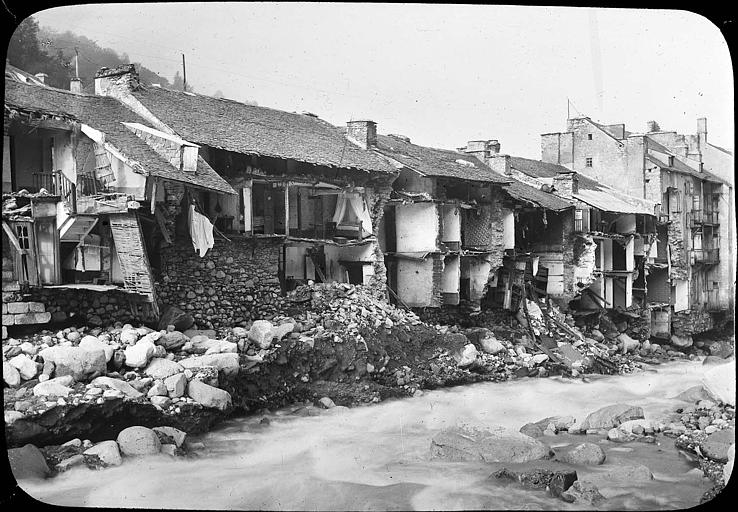
Maisons de Barèges détruites le long du Bastan.

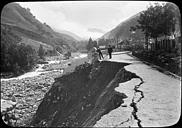
Route de Barèges détruite.

- En 1762, une crue du Bastan emporte 17 maisons de Barèges[4].

- Des crues surviennent du 20 au 22 juin 1875.
- Le 9 novembre 1893, le décret est publié permettant la construction d'un aqueduc destiné à évacuer les eaux du Bastan en cas d'obstruction de son cours par une avalanche[5].
- Une nouvelle crue est également mentionnée en 1897[6].
- Le 22 octobre 2012 crue du Gave de Gavarnie [7].

### Les causes
Jean-Sébastien Gion, spécialiste en aménagement des ressources naturelles à l'UPS de Toulouse, expose le 28 mai 2013 les causes et conséquences de la future inondation qui aura lieu le 18 juin.

#### L'étendue des bassins concernés
Le bassin du Bastan a une étendue de 107 km2, celui du Gave de Gavarnie 484 km2. Ces bassins ont été concernés par la fonte brutale d'une importante quantité de neige. En ajoutant les pluies sur le Gave de Pau et ses 2 600 km2, l'étendue totale dépasse les 3 500 km2 avec une concentration des phénomènes en aval sur Lourdes.

#### Causes hivernales 2012-2013
Les principales causes sont, par rapport aux moyennes, le cumul important des précipitations et une baisse des températures.
De décembre 2012 à mars 2013, le cumul des précipitations atteint 800 mm soit 69 % des précipitations d'une année (133 mm en décembre, 323 mm en janvier, 219 mm en février et 125 mm en Mars). Pour le premier trimestre de 2013, les 667 mm de précipitations cumulées équivalent à 2,3 fois la moyenne.
La température moyenne du premier trimestre 2013 a été de 0,8° inférieure à la normale : 5,6° contre 6,4°. Il n'y a pas eu de forte fonte de neige mais accumulation tardive sur une étendue supérieure à celle habituelle. Cette baisse de température a permis à la neige d'être présente en moyenne 150 m plus bas.
En février 2013, Barèges a subi au lieu-dit Le Theil une importante avalanche avec obstruction du Bastan par des arbres. Elle a affecté le centre du village et son centre thermal. Une partie du village est alors évacuée.
Le 31 mars 2013, le cumul de neige atteignait des niveaux exceptionnels avec environ 9,50 m vers 1 900 m d'altitude et de 12 m vers 2400 / 2 500 m.

#### Causes printanières 2013
Avril et mai 2013 cumulent 293 mm de précipitations, plus d'un tiers des quatre mois précédents portant le cumul des précipitations à 978 mm soit en cinq mois 84 % du cumul d'une année moyenne  et des températures du mois de mai les plus basses avec 3,4° en dessous de la moyenne.
Le 17 mai les températures sont négatives au-dessus de 800 m. Le 26 mai, l’isotherme 0° descendait encore plus bas, à 700 m.
À Barèges en contrebas du Lienz, le 31 mai, à la suite d'un important phénomène pluvieux durant deux jours en continu, une importante avalanche du versant nord bouche et encombre le Bastan sur plus de 300 mètres de long et une vingtaine de mètres de haut.

#### Cumul de neige
Du 1er décembre 2012 : 11 m environ à 1 900 m, 15 à 16 m vers 2400/2500 m et 18 m vers 2 700 m.
Le double des moyennes sur 30 ans de relevés au Pic du Midi de Bigorre soit 9 m.
Les 16 et 30 mai 2013 il neige toujours à 1 100 m sur Barèges.

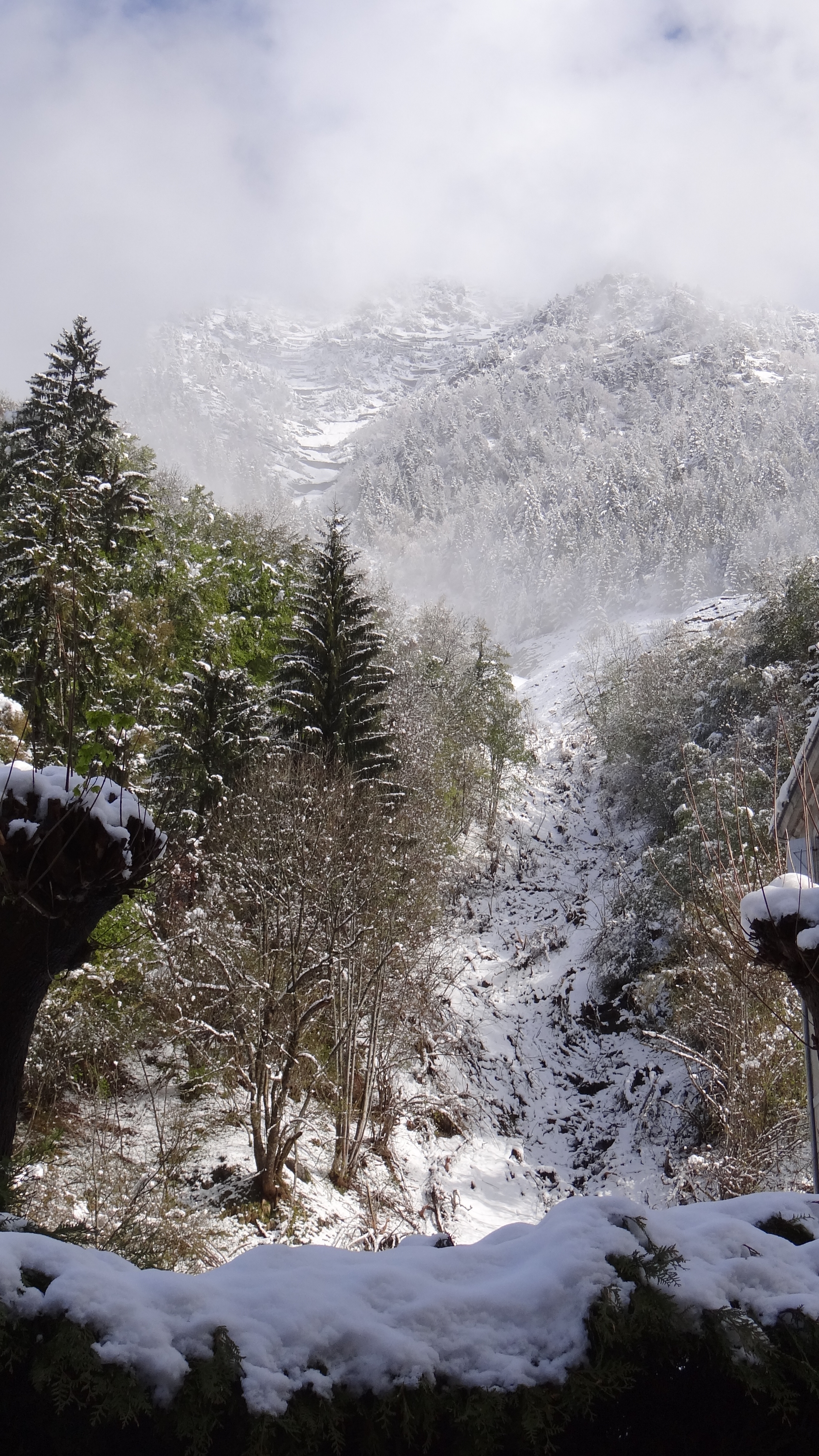
Couloir du Theil,  avalanche de février 2013.
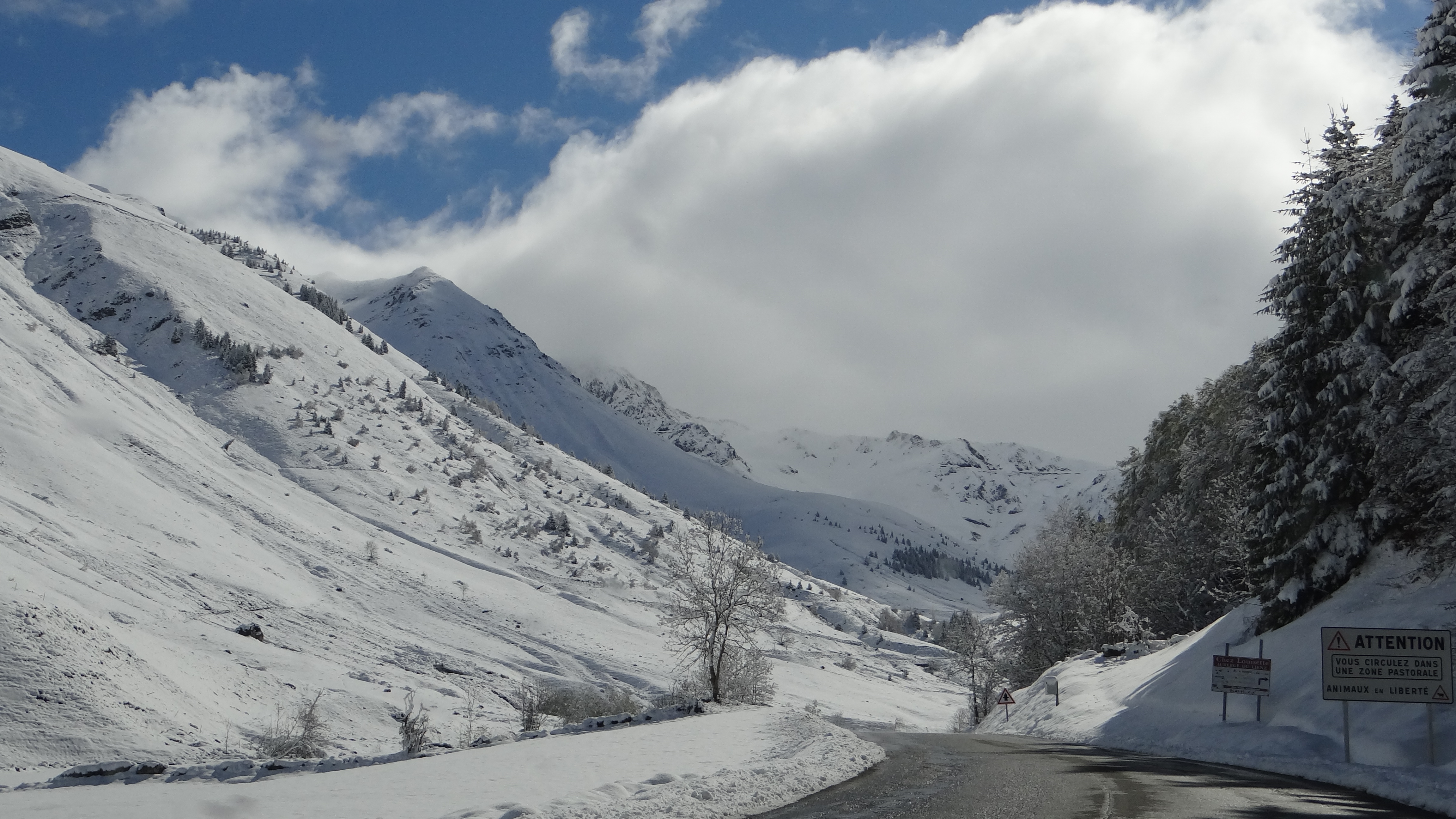
Enneigement au 16 mai 2013 à 1 300 m.
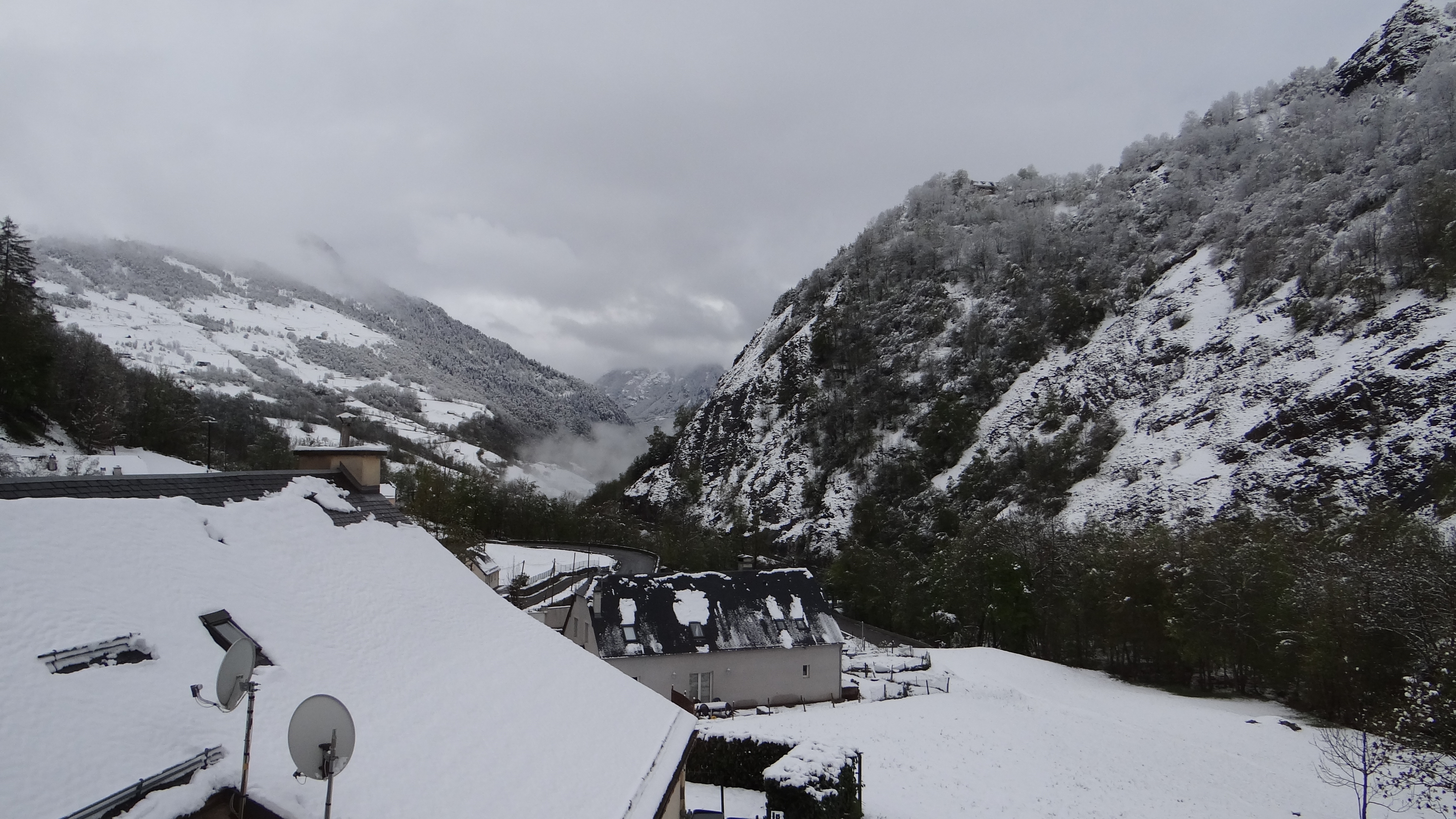
Enneigement au 16 mai 2013.
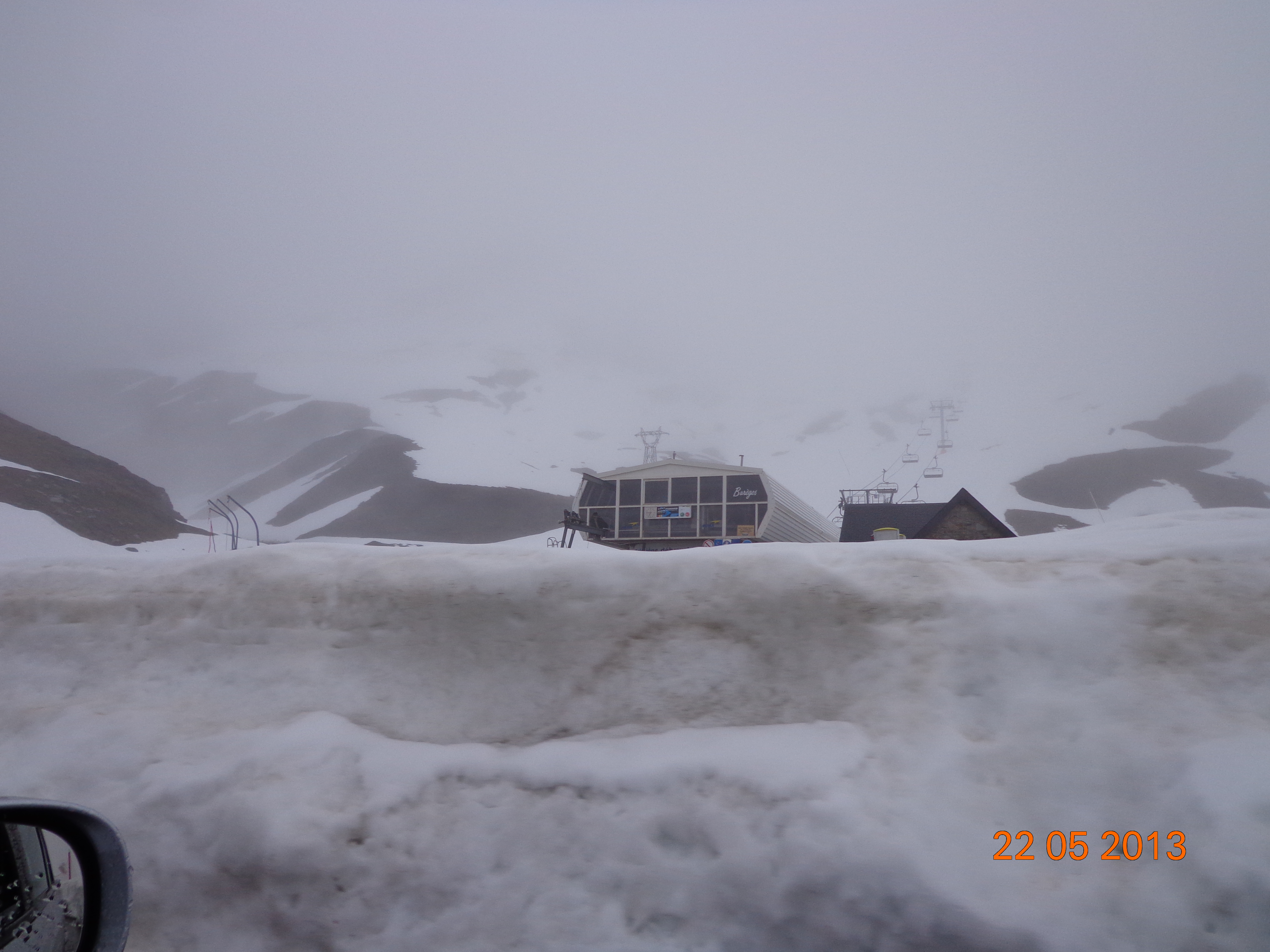
Enneigement au Tournaboup le 22 mai.
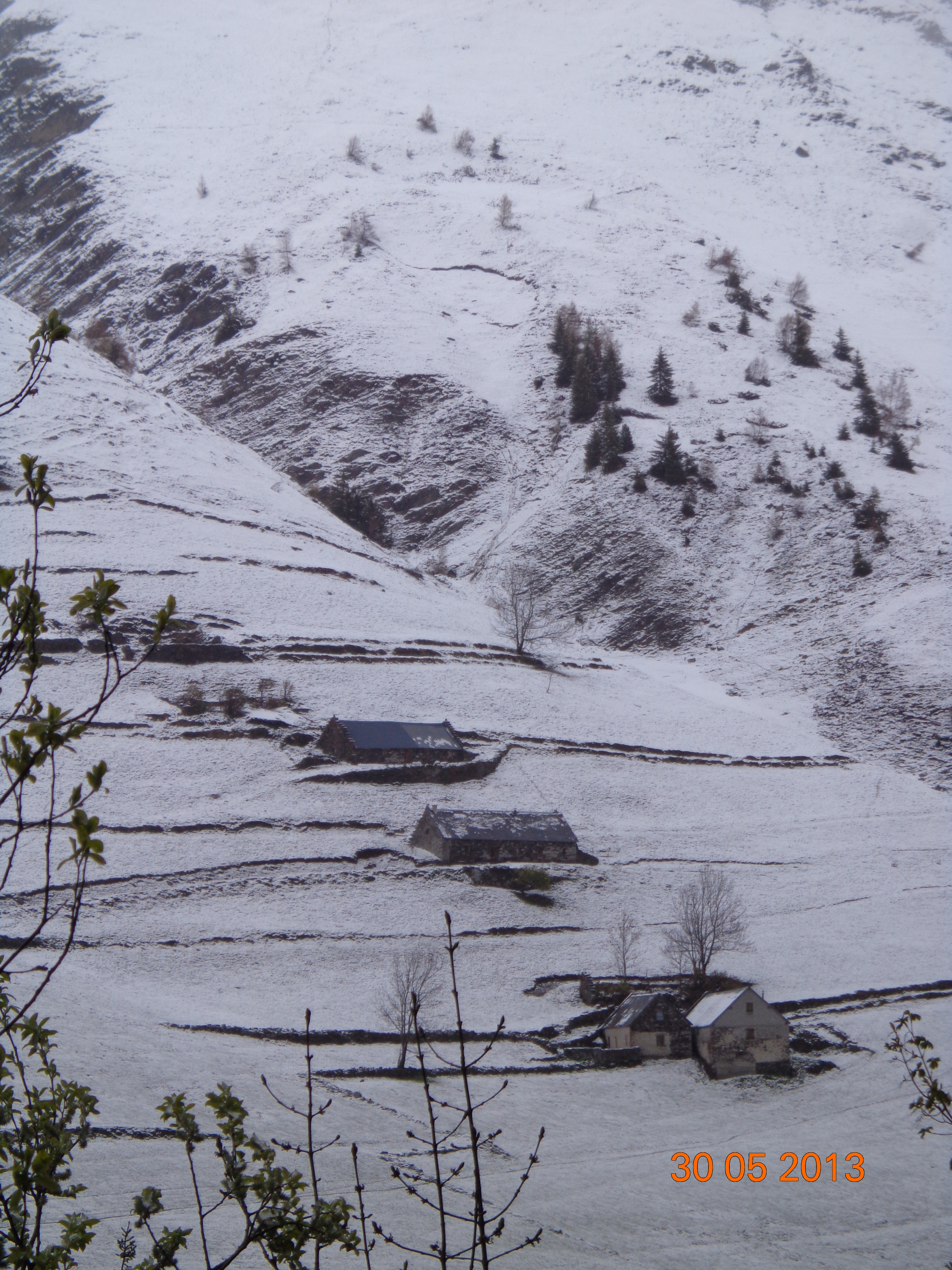
Enneigement au 30 mai à 1 300 m,  Baréges Souriche
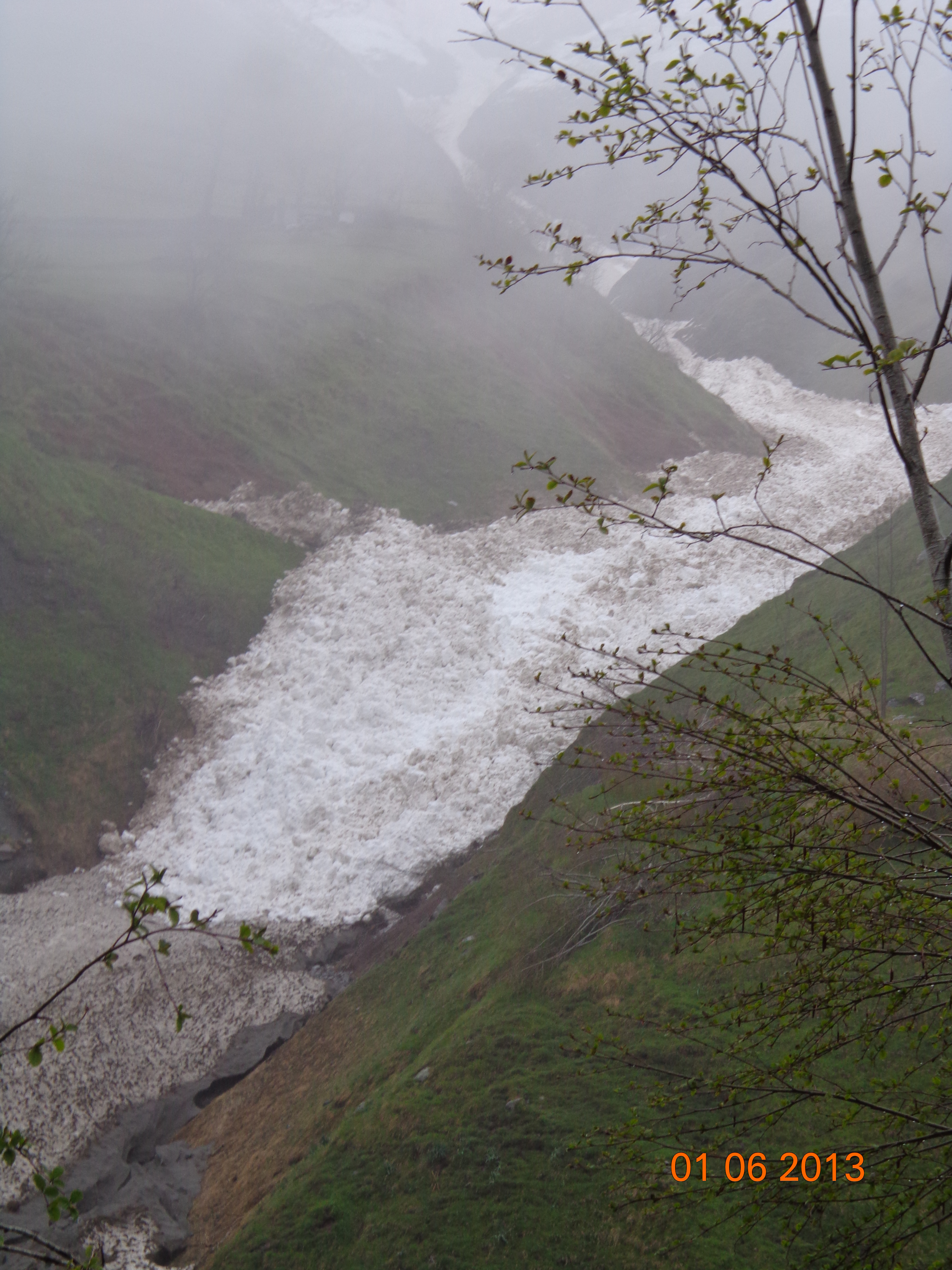
Avalanche du 31 mai 2013 - Souriche en contrebas du Lienz Barèges
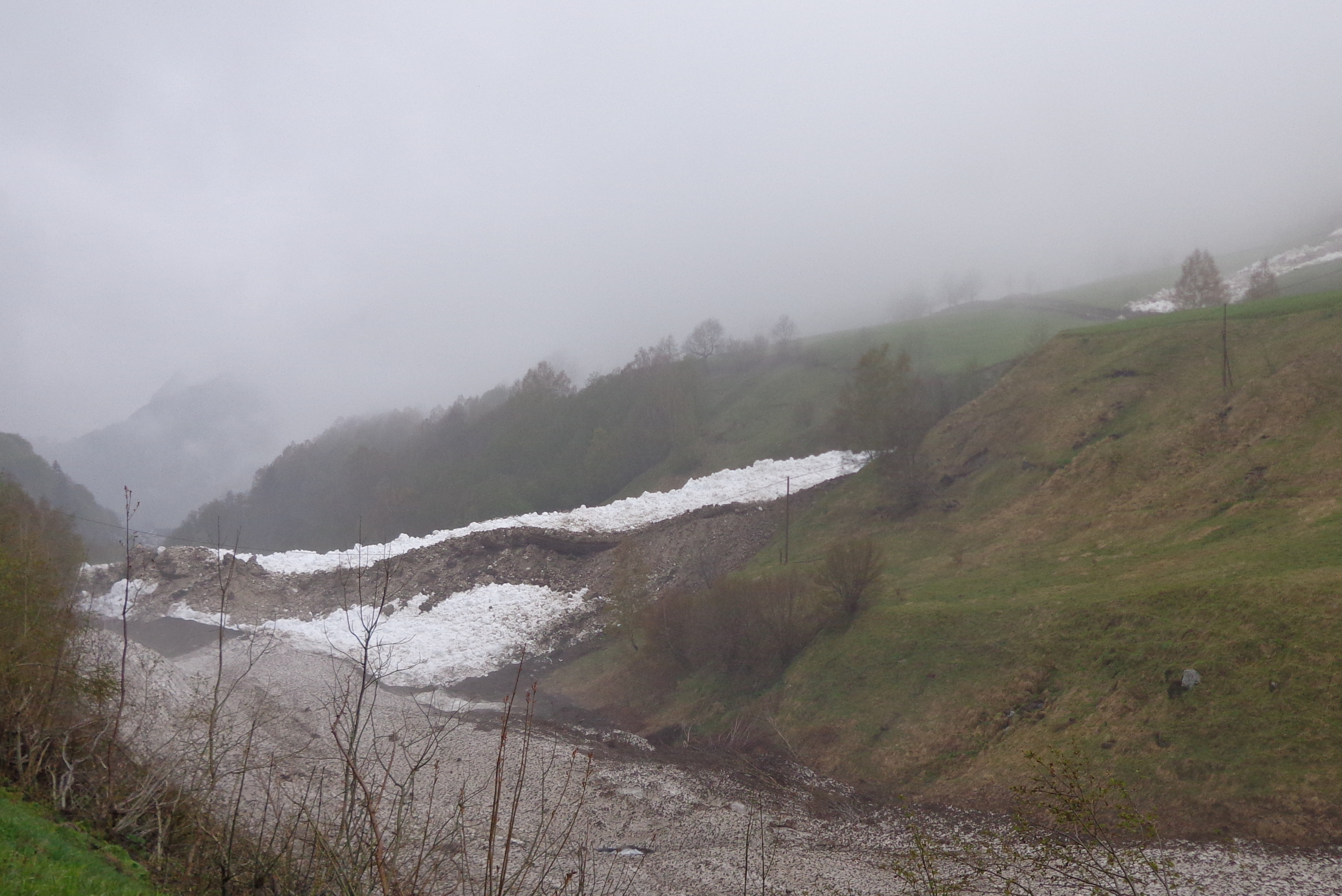
Bastan- crue du 18 juin 2013 - causes - avalanche du 31 mai 2013 - contrebas du Lienz Barèges
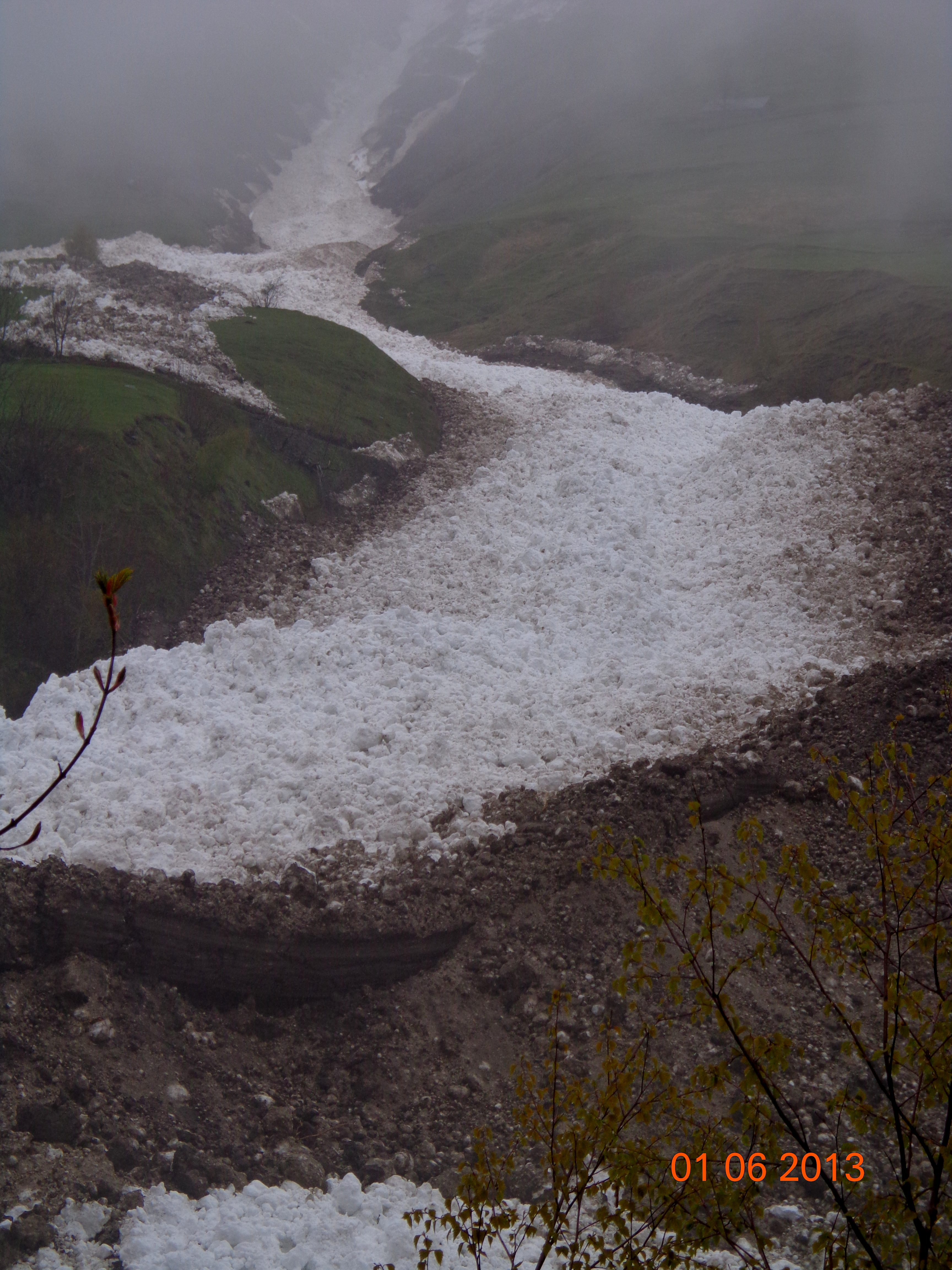
avalanche du 31 mai 2013 - Souriche contrebas du Lienz Barèges
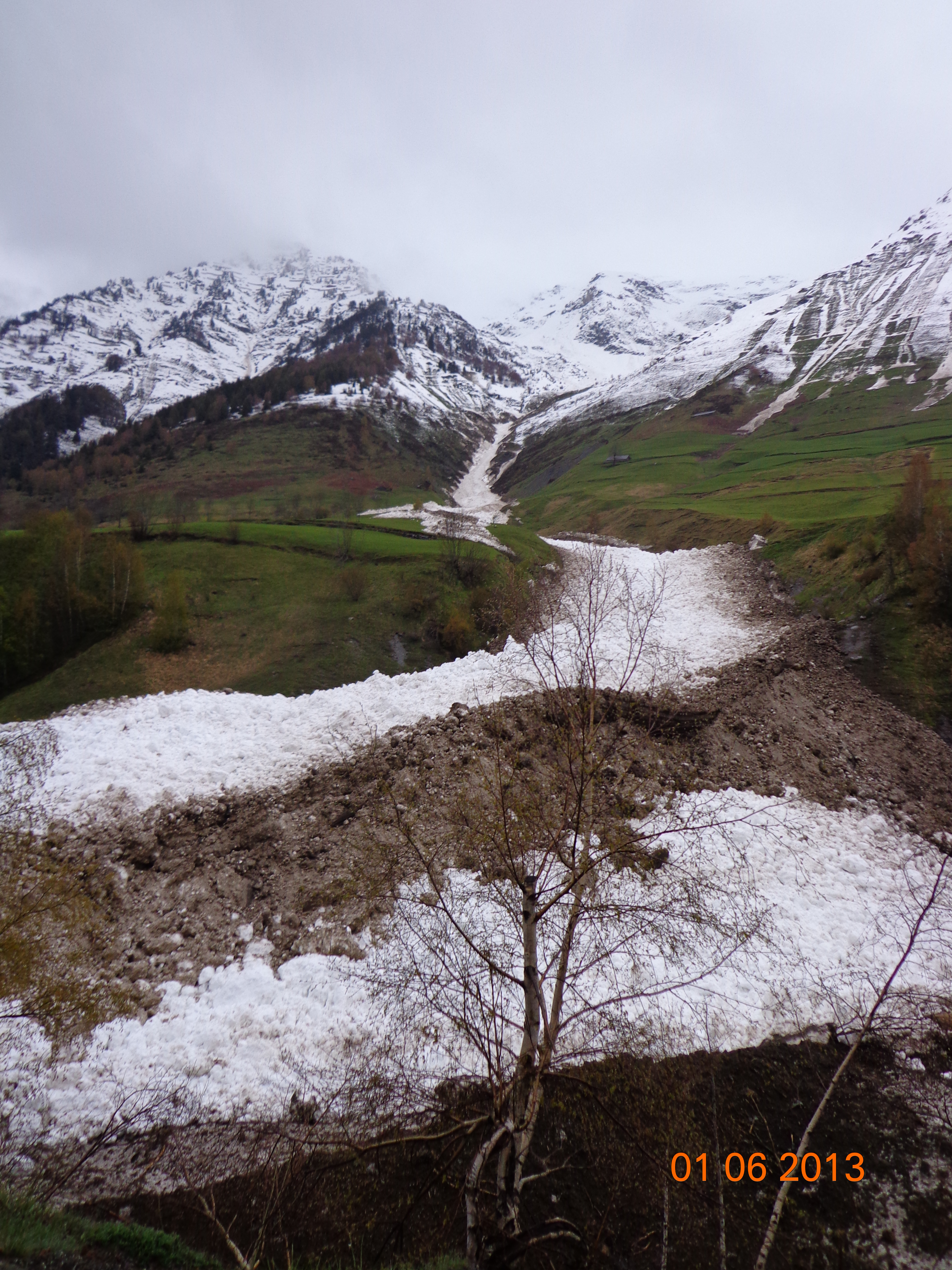
avalanche du 31 mai 2013 - Souriche contrebas du Lienz Barèges
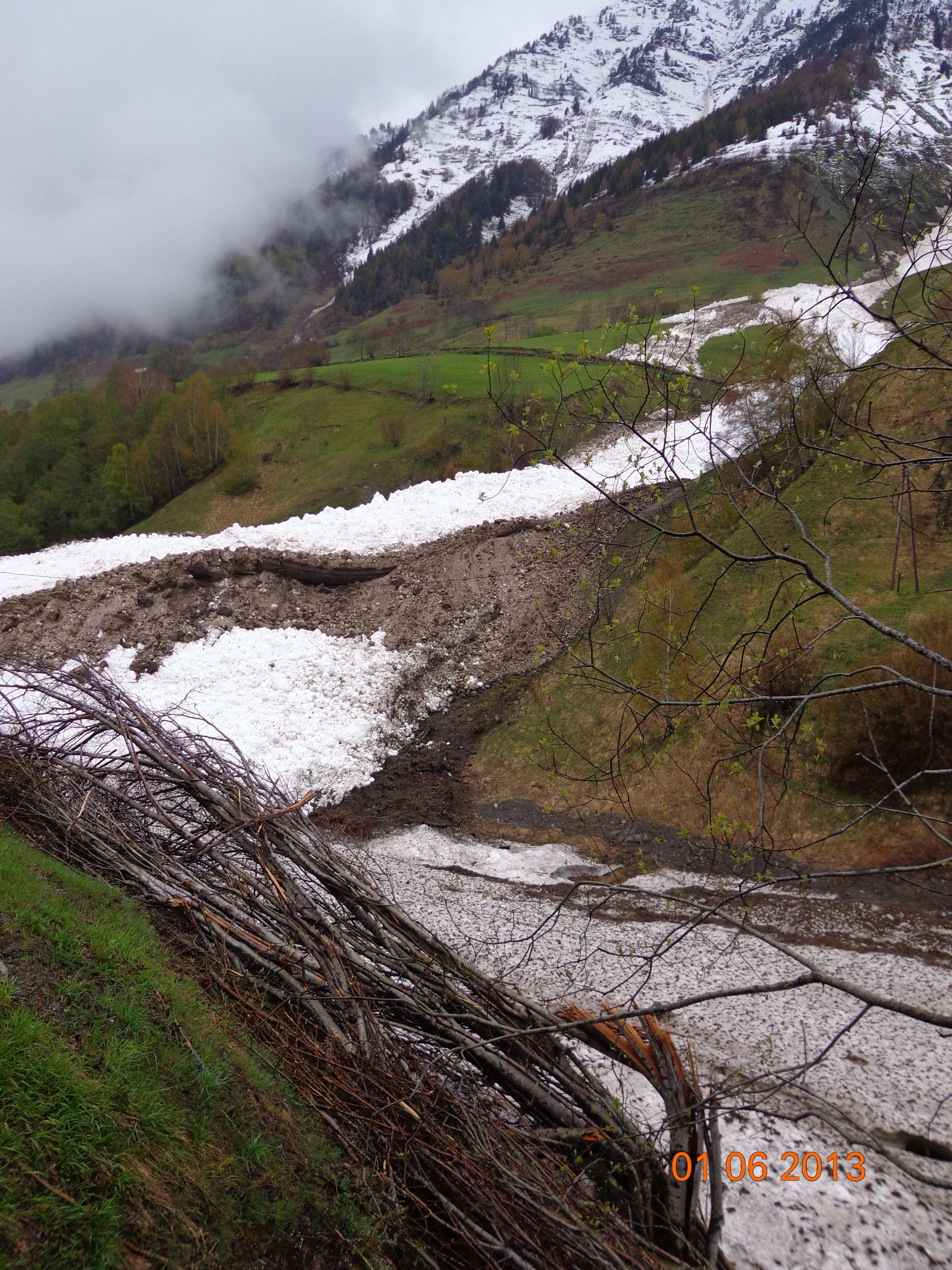
avalanche du 31 mai 2013 - Souriche contrebas du Lienz Barèges
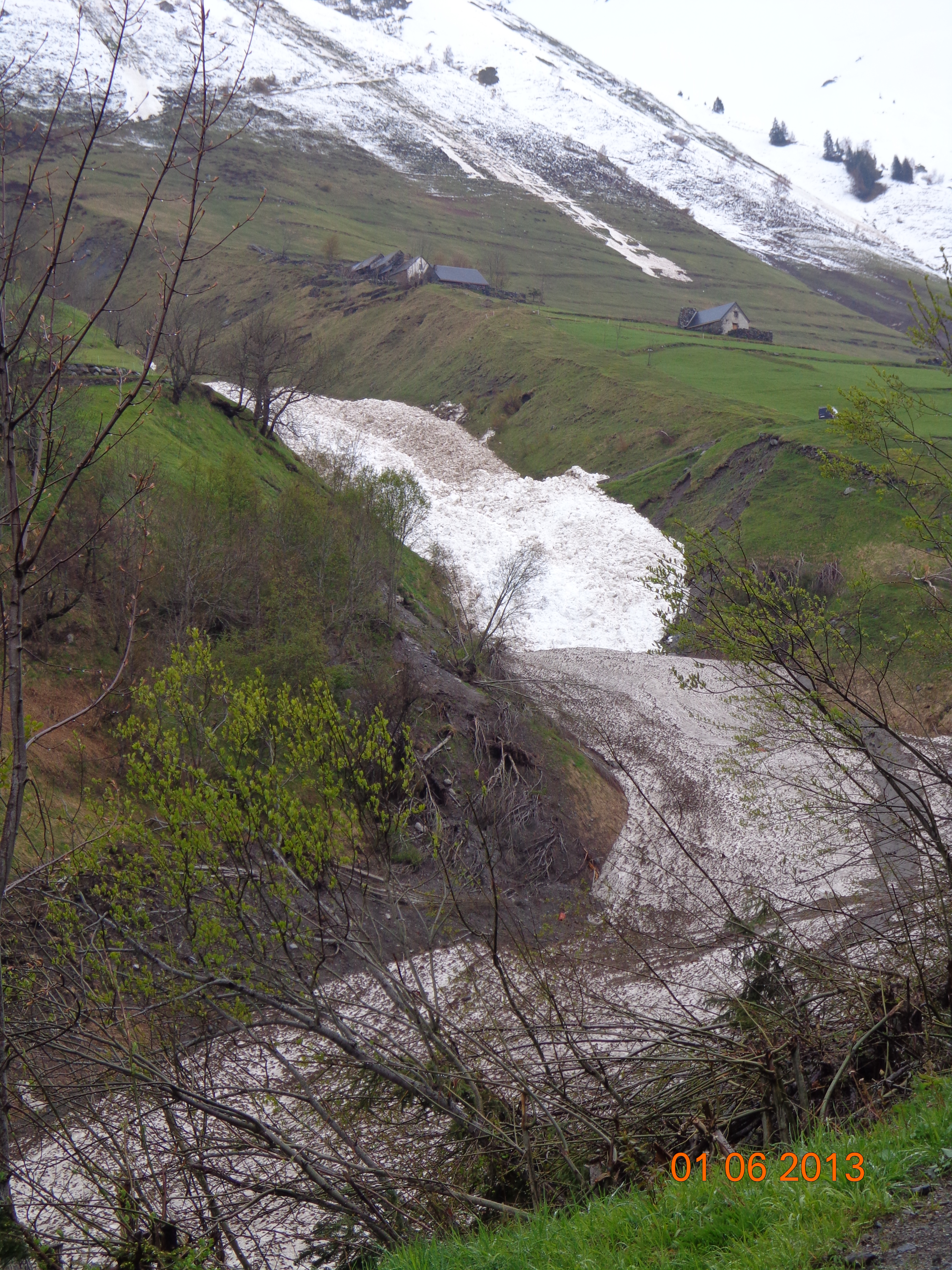
avalanche du 31 mai 2013 - Souriche contrebas du Lienz Barèges
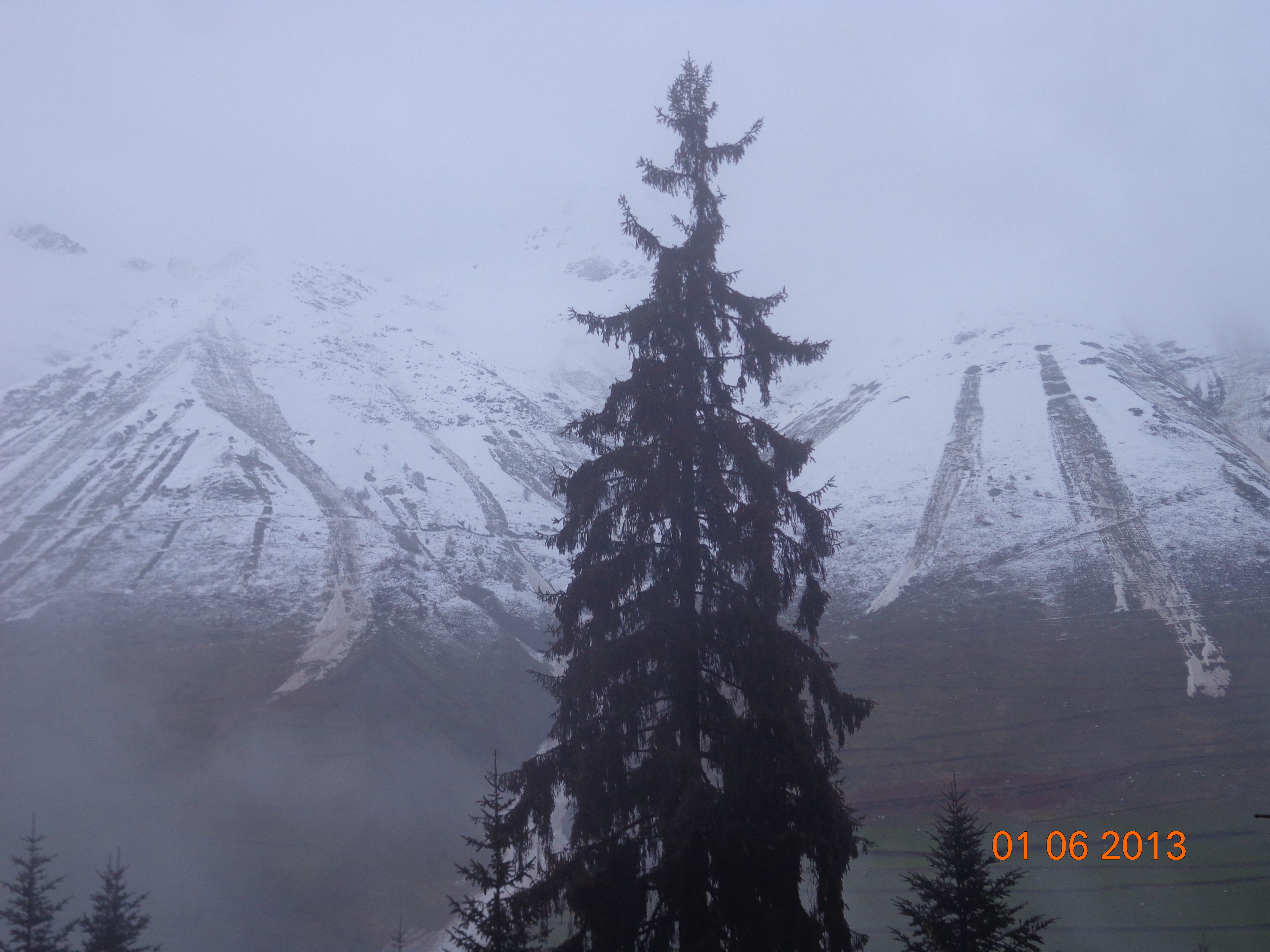
avalanches le 31 mai.
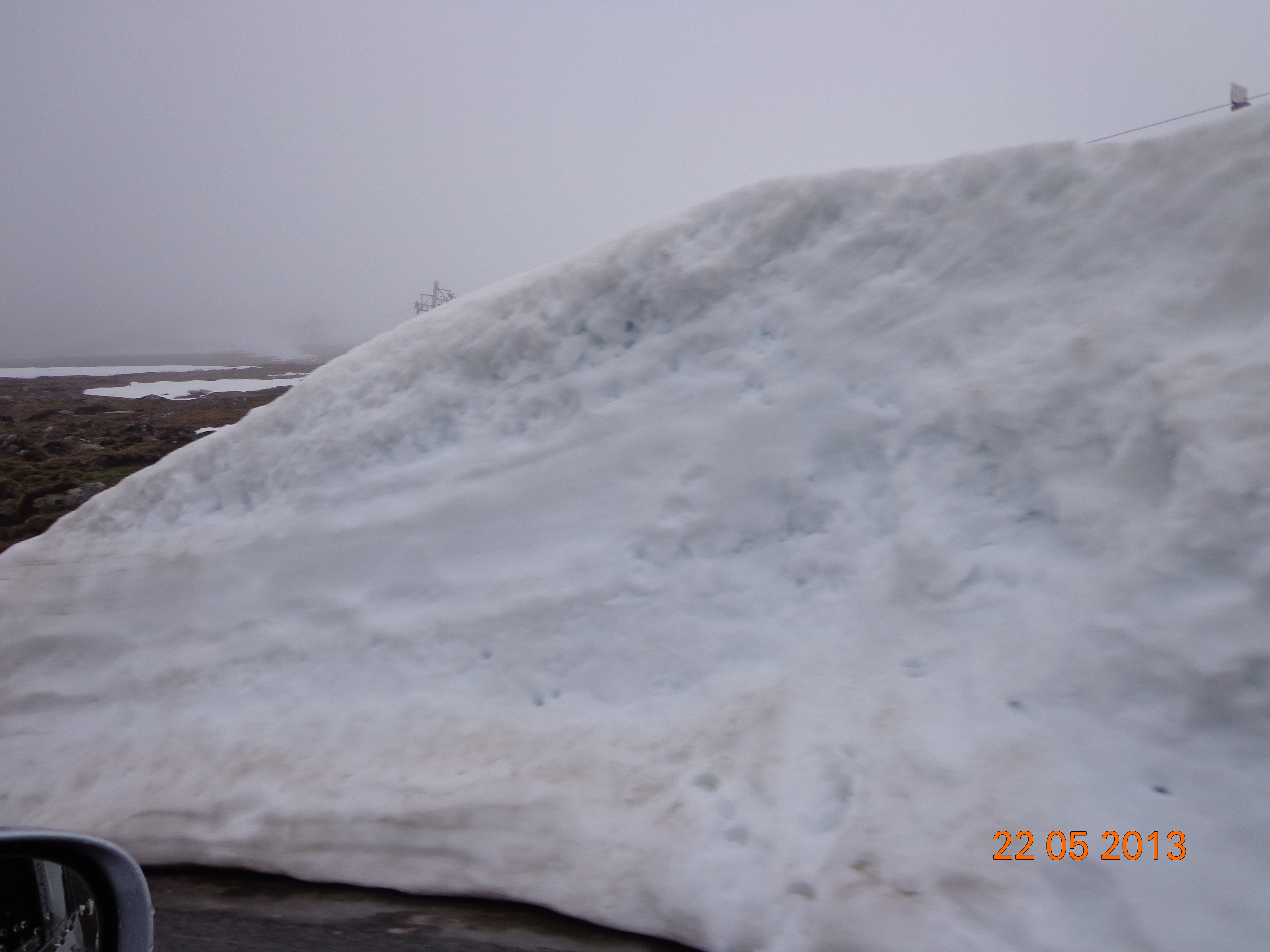
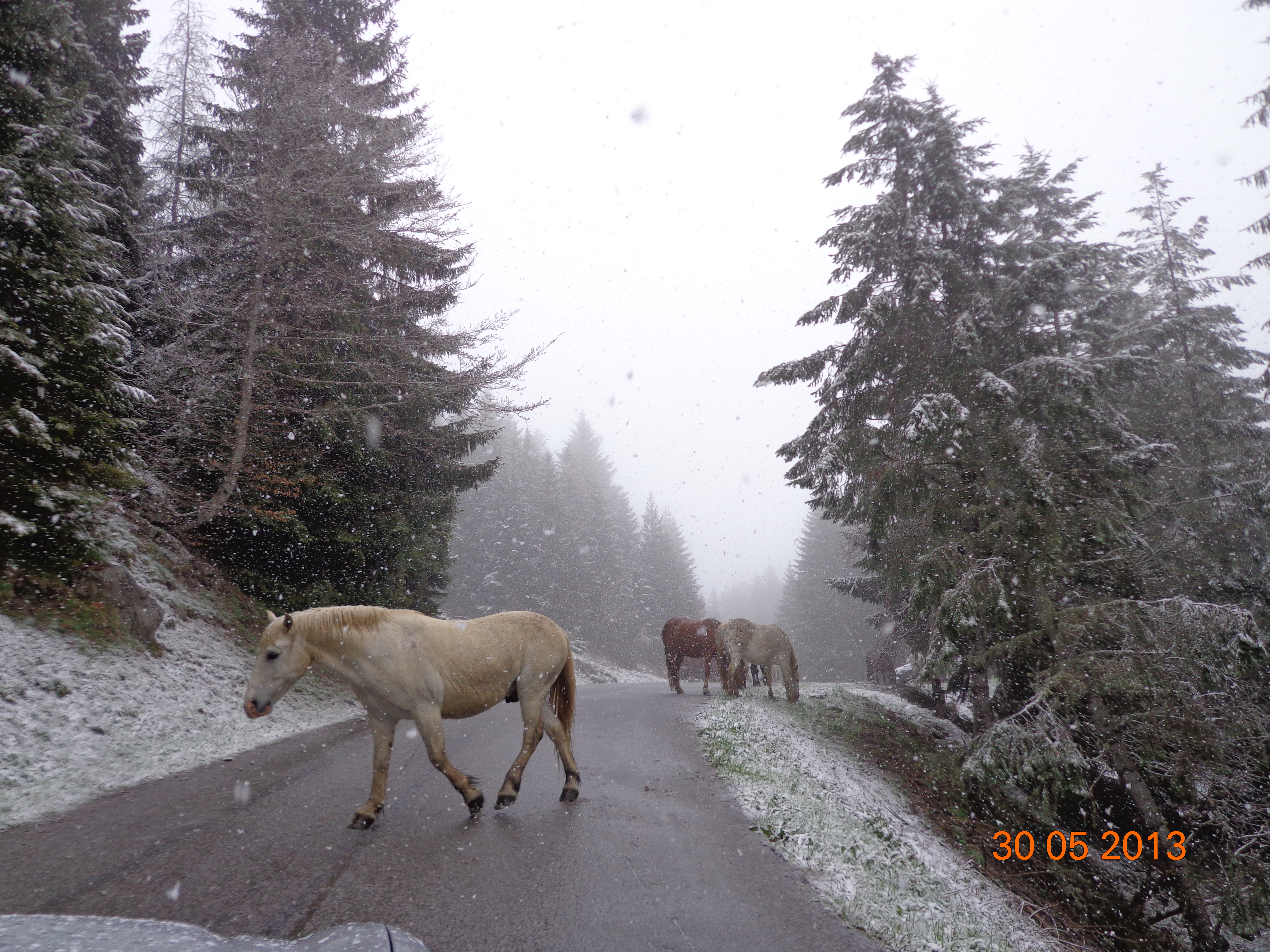

#### Fonte brutale pareffet de Foehn

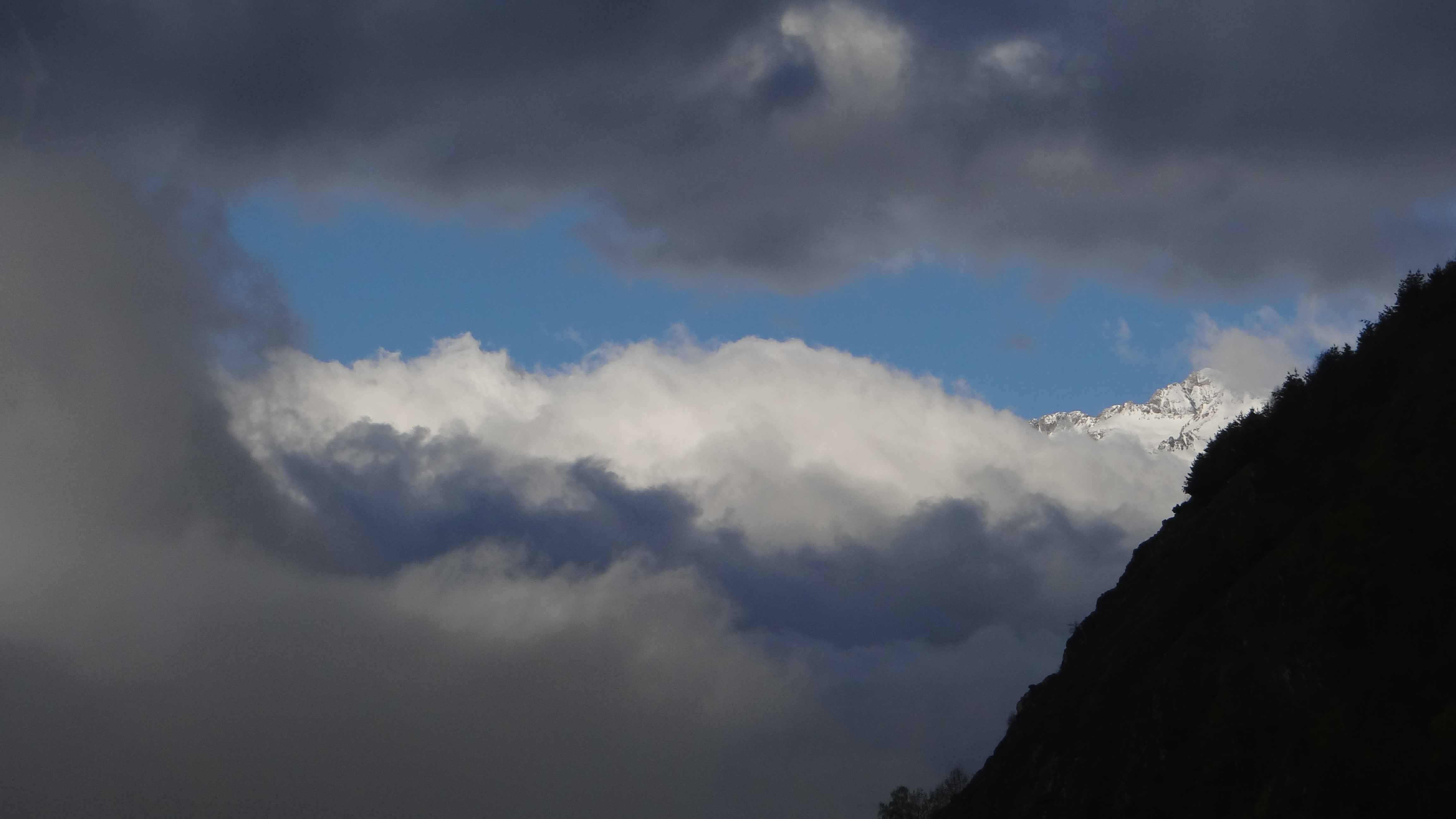
Bastan- crue du 18 juin 2013 - causes - Trou de foehn - le 23 mai sur Barèges Cabadur

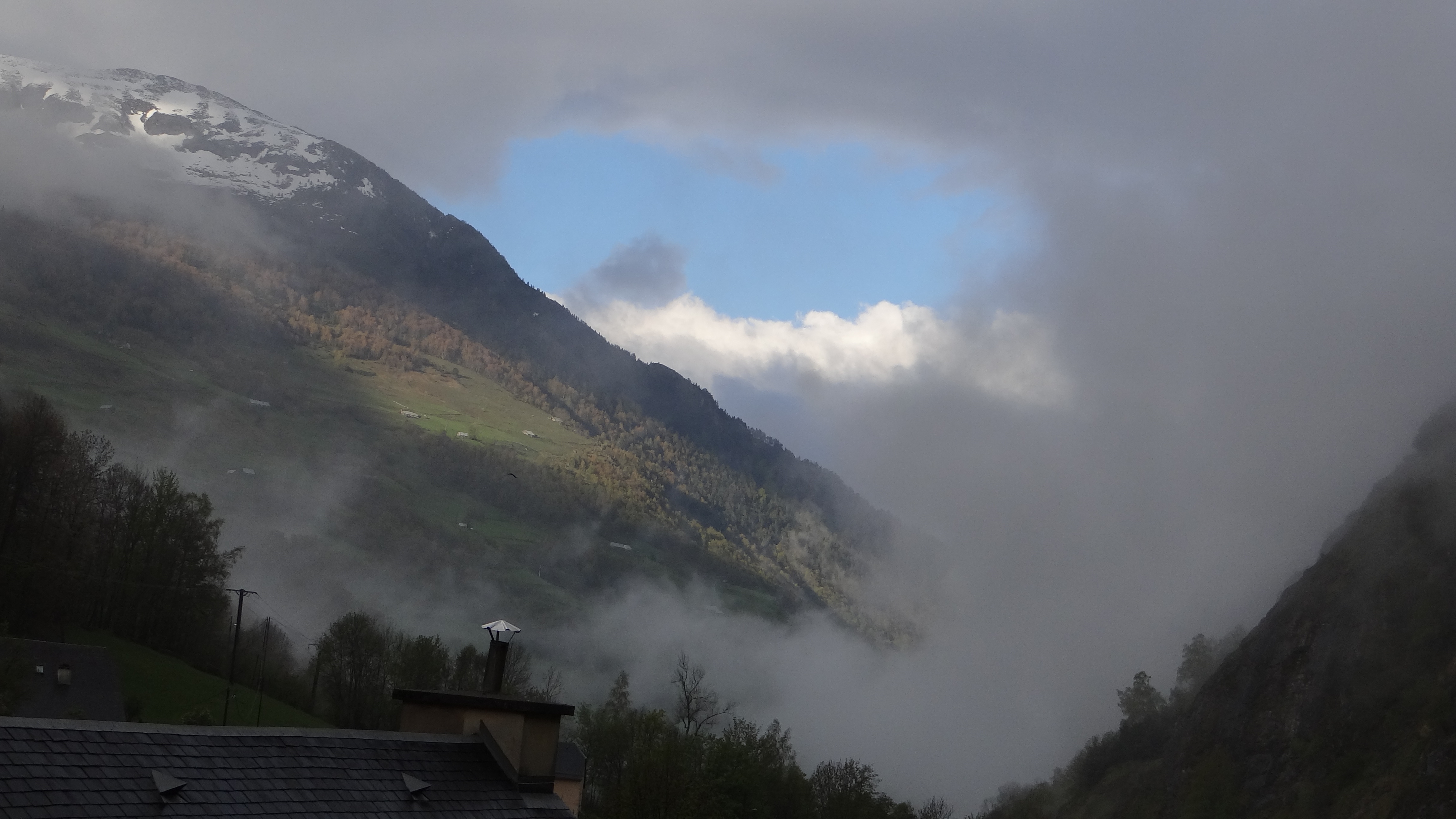
effet de Foehn

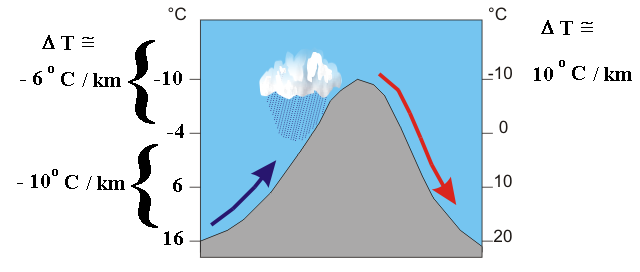
Variation de la température en amont et en aval de l'obstacle

Lorsque le vent rencontre une montagne plus ou moins perpendiculairement, il suit le relief et s'élève. La pression atmosphérique diminuant avec l'altitude, la température de l'air diminue, par détente adiabatique, d'abord selon le gradient adiabatique sec. 
Si l'humidité est assez grande au départ, la vapeur d'eau contenue dans l'air va se condenser à partir du niveau où il atteint la saturation, ce qui réchauffe l'air. En effet, le rayonnement solaire, qui a fourni de la chaleur et permis de faire s'évaporer l'eau au niveau du sol, est restitué à l'air par la chaleur latente. Le taux de diminution de la température de la parcelle d'air se fera donc à partir de ce moment selon le gradient adiabatique humide plus lent, tant qu'il y aura de la vapeur à condenser. 
Si l'air est stable au-dessus de la chaîne de montagne, la parcelle soulevée ne peut continuer sa montée une fois la cime passée et redescend l'autre versant. Il est alors sous le point de saturation car l'eau est tombée sous forme de pluie. Lorsqu'il descend, l'air se comprime (puisque la pression augmente vers le bas) et donc sa température augmente par compression adiabatique selon le taux adiabatique sec.

#### Pluviométrie exceptionnelle
Le 17 juin 2013 les pluies sont exceptionnelles:  de 110 à 180 mm en moins de 48 heures sur le relief central des Pyrénées, de l’est des Pyrénées-Atlantiques (138 mm à Laruns, 121 mm à Urdos) aux Hautes-Pyrénées (183 mm à Gavarnie, 159 mm à Genos, 143 mm à Luz-St-Sauveur) et à la Haute-Garonne (117 mm à Oo).

## L’inondation

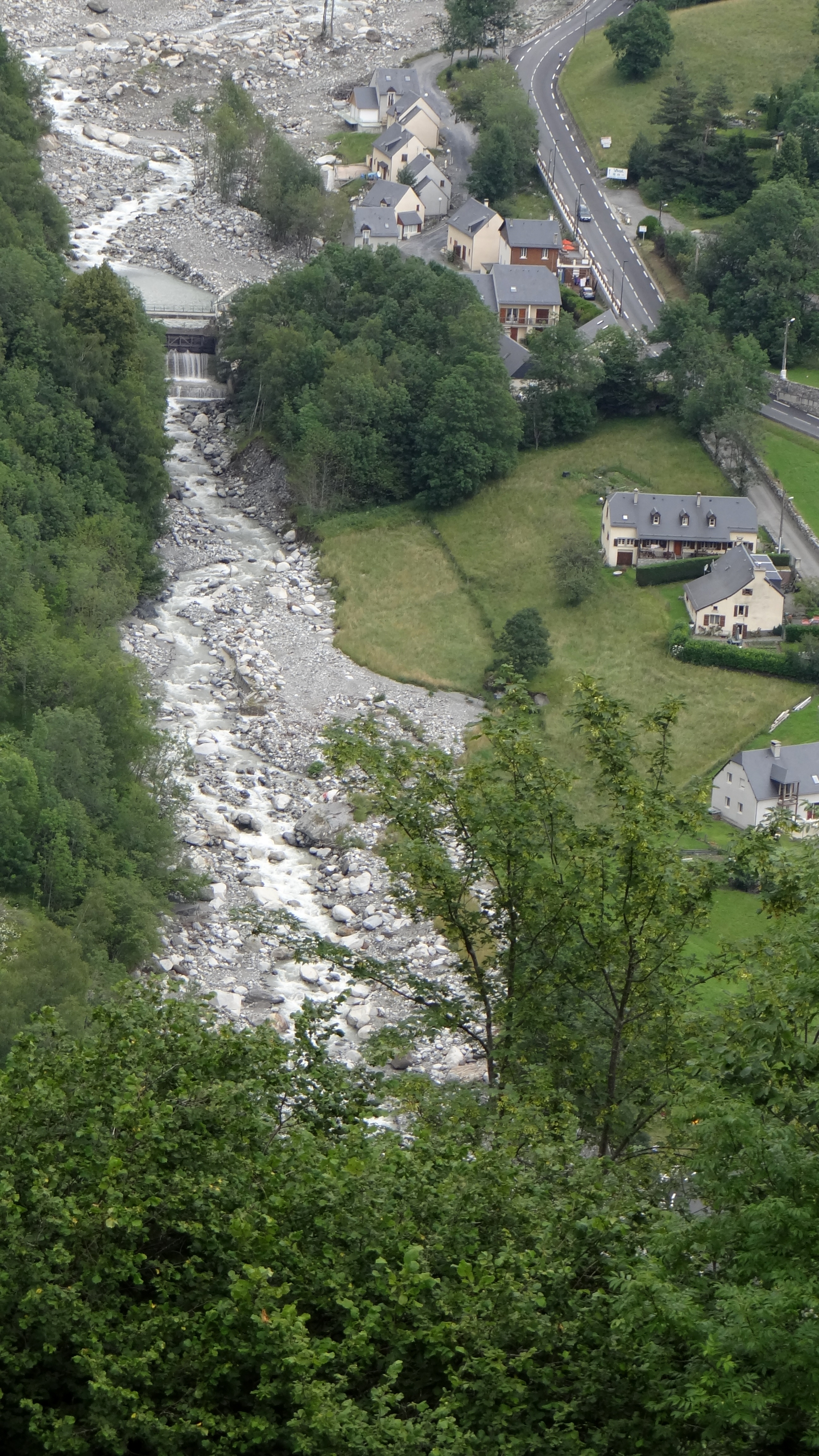
Le Bastan au barrage de Cabadur en sortie Barèges

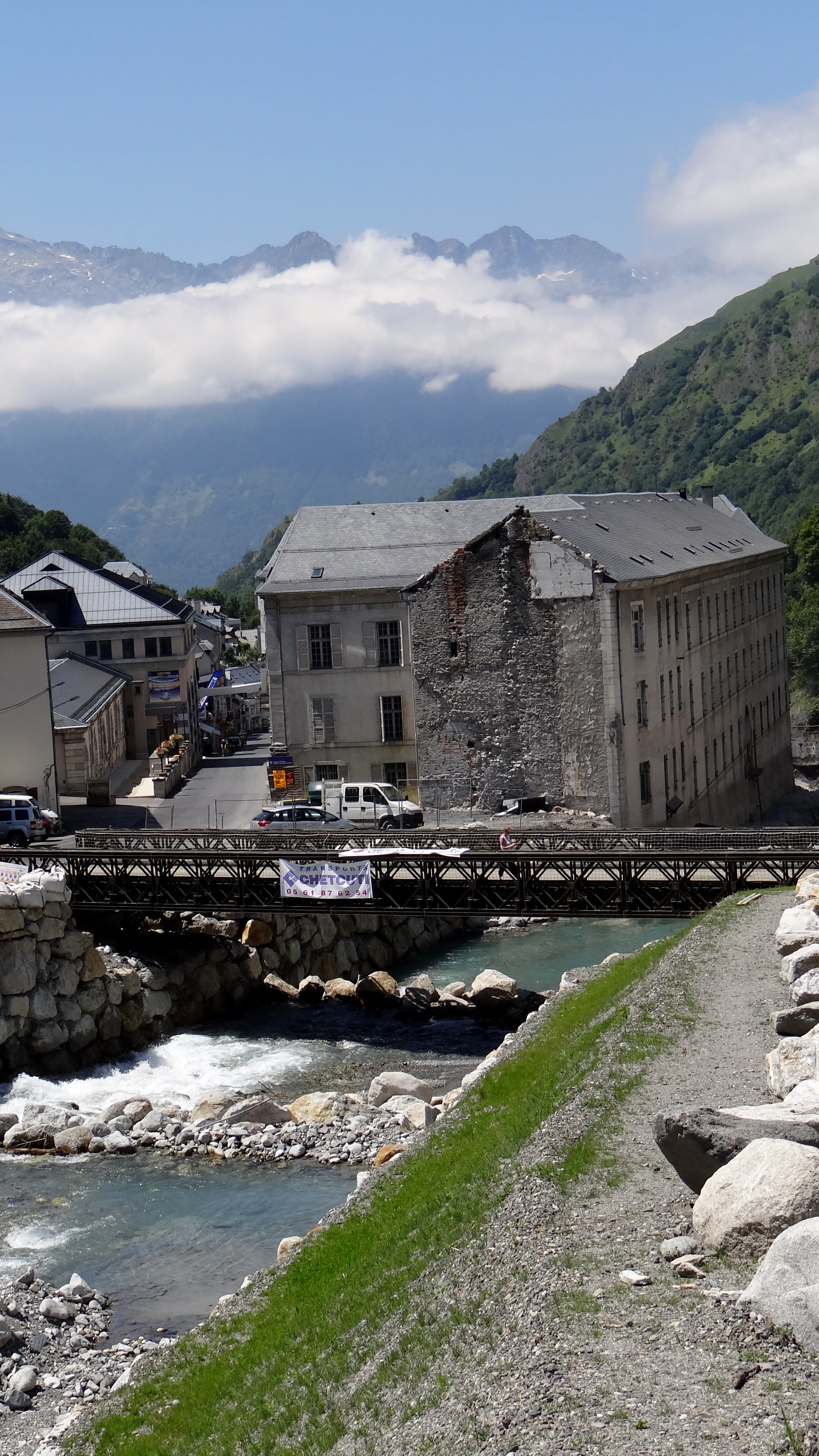
Rétrécissement du Bastan à son entrée dans Barèges à hauteur des bâtiments militaires construits au XIXe siècle

Les 2 principales causes du débit très important du Bastan en contrebas du col du Tourmalet sont :
- la fonte brutale du stock encore important de neige par la montée brutale et forte des températures de l'air, due à l'effet de Foehn au cours du week-end du 15 et 16 juin ;
- les pluies exceptionnelles qui ont immédiatement suivies cet effet.

Le très fort débit ainsi engendré, avec d'une part la forte pente du Bastan (plus de 2 000 m. de dénivelé jusqu'à Luz-Saint-Sauveur sur un parcours de 15 km), d'autre part l'énorme quantité de matériaux solides (blocs, graviers, boues) transportés et enfin plusieurs effets de bouchon entravant l'évacuation des eaux, provoque le débordement du Bastan et la crue du gave de Pau.
Les principaux effets de bouchon constatés sont, dans le sens descendant :
- les résidus du dépôt de neige des avalanches de février 2013 près de l'ancien bâtiment militaire situé à l'entrée du Bastan dans Barèges, qui crée un goulot d’étranglement du Bastan  puis juste après ce goulot; ;
- les résidus de l’avalanche de janvier 2013 au parking des thermes ;
- le barrage de Cabadur.

Tout ceci va développer la puissance des flots pour détruire la vallée jusqu'à inonder très fortement Lourdes en aval,, : la hauteur de crue relevée y est de 4,80 m, soit le double de celle de la crue de 2005 (2,40 m).
Les destructions sont importantes tant en voirie qu'en bâtiment jusqu'en contrebas de Chèze au pont de la Reine. Le gave de Gavarnie y entre dans la vallée étroite des gorges de Luz aux parois rocheuses (les berges ont bien résisté), avec une route départementale assez surélevée.
À la sortie de ces gorges, à Soulom, les destructions reprennent malgré un fond de vallée qui s'élargit. Une victime est déplorée à Pierrefitte-Nestalas.
En contrebas, le barrage du Lac des Gaves est débordé, la pisciculture de truites de Lau-Balagnas est ravagée, puis le gave de Pau subit une crue d'élévation.

## Les victimes

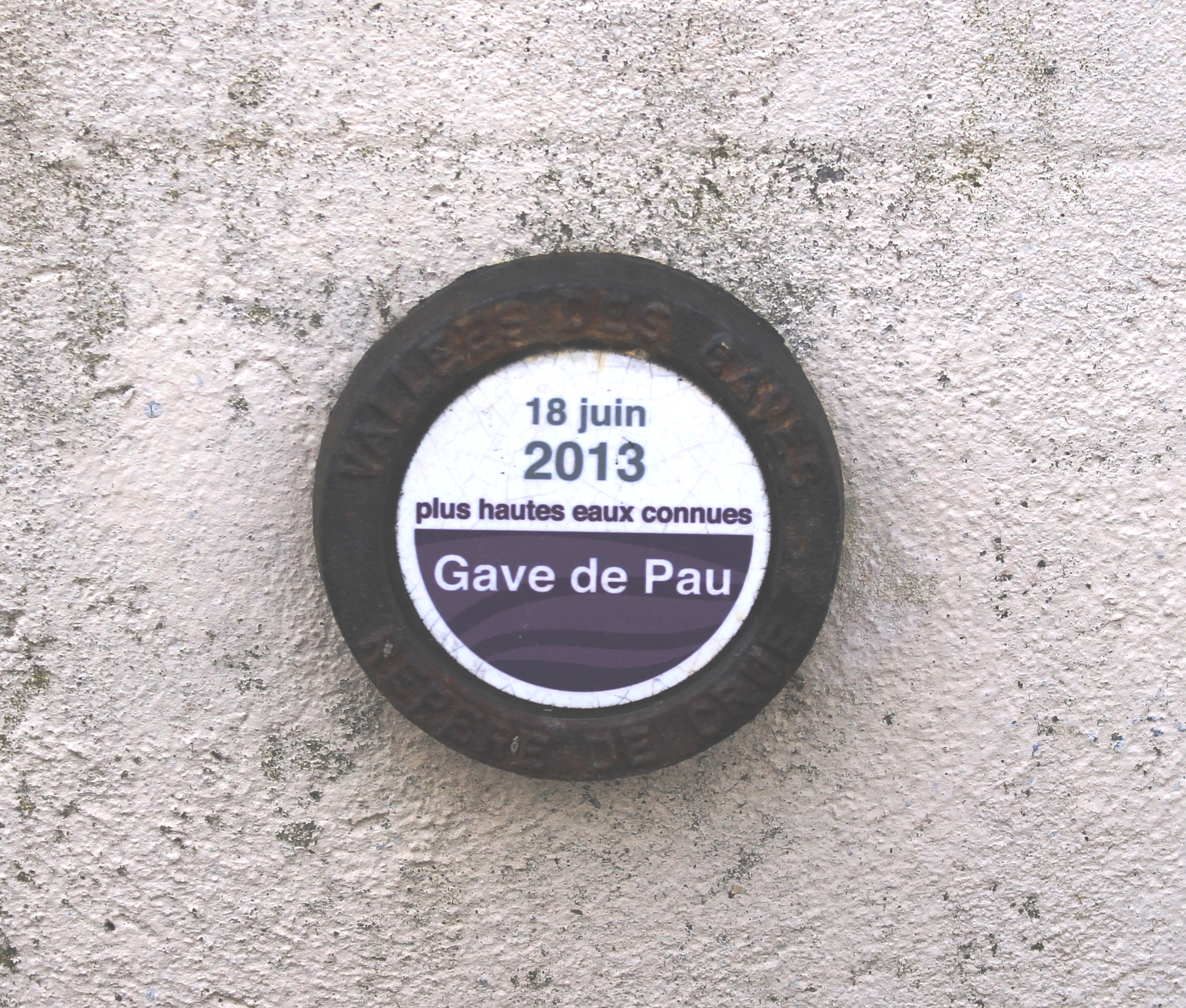
Repère de la crue.

La crue a fait trois victimes dont un homme de 75 ans à Luz-Saint-Sauveur emporté par le torrent de l'Yse, une dame à Pierrefite-Nestalas, et une autre sur une route barrée près de Peyrehorade, dans les Landes.

## Destructions par villages
L'arrêté du 10 septembre 2013 porte reconnaissance de l'état de catastrophe naturelle publié au journal officiel JORF no 0213 du 13 septembre 2013 			 			 				page 15407.
De Lourdes à Barèges les destructions sont importantes ; ponts; routes; et certaines maisons ont été emportés.
D'amont vers l'aval:

### Barèges

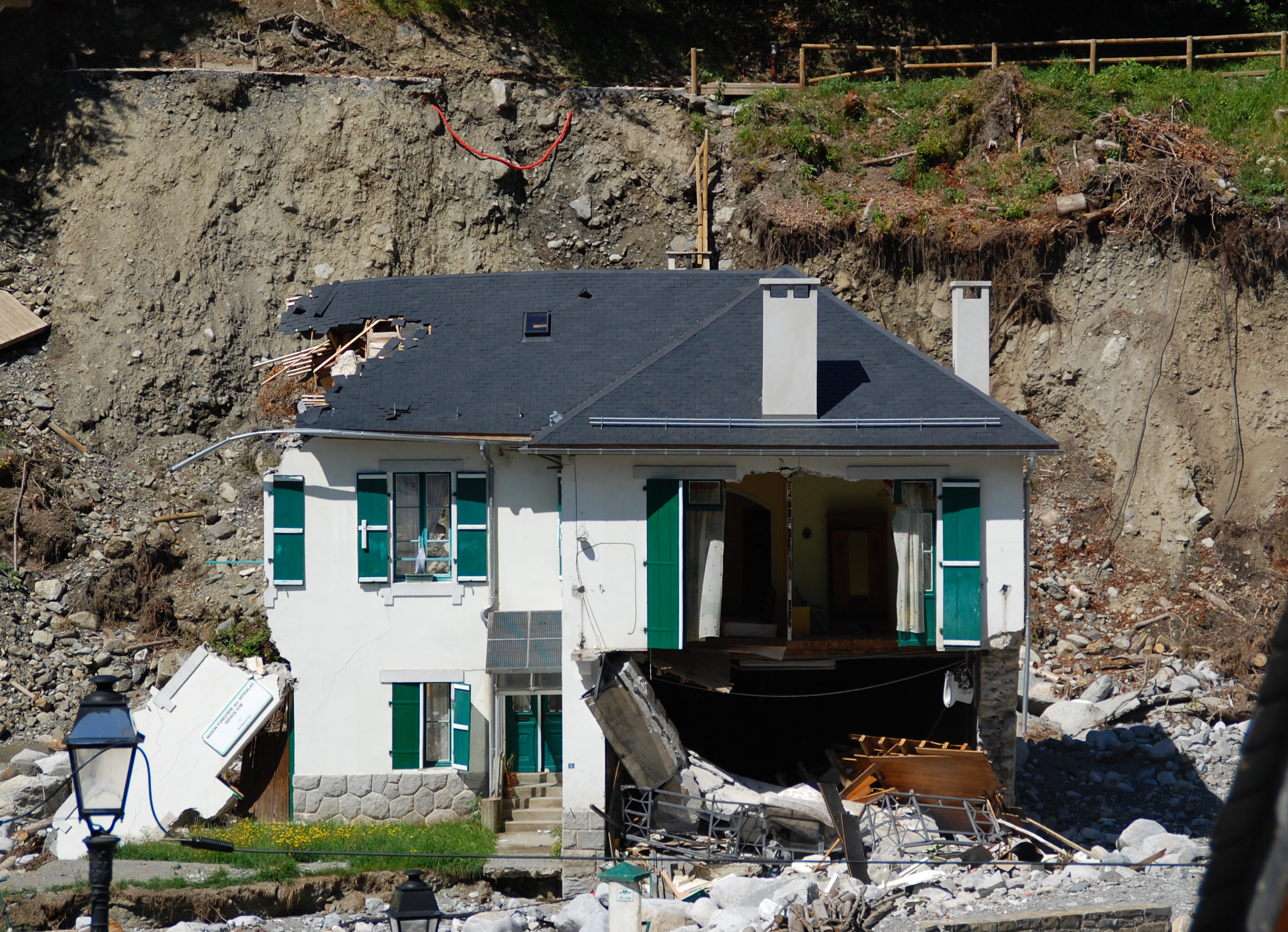
Maison détruite à Barège

À Barèges sont évacués une centaine d'habitants et quatre cents curistes. Le village est dévasté.

### Lourdes
La crue du 18 juin 2013 avec ses 4,75 m à Lourdes dépasse de loin celle d'octobre 2012 avec 3,49 m et 2,40 m en octobre 2005
,
.
La basilique Saint-Pie-X souterraine se retrouve inondée par 3,50 m d'eaux boueuses. Une première depuis sa construction en 1958. La grotte et le sanctuaire sous 1,40 m d'eaux seront rouverts dès le 22 juin 2013.
En 19 juillet 2014, une partie du quai Boissarie, en bordure du gave de Pau, s'est effondrée, liée aux inondations de 2013 puisque des ravinements avaient été constatés sur cette partie du quai.

## Bruits médiatiques
Barèges dont les travaux de sécurisation et de reconstruction dureront plus de deux ans (2015) et absorberont 15 % du budget global dont ont été dotés les départements des Hautes-Pyrénées et Pyrénées-Atlantiques n'a pas été médiatisé à hauteur des dégâts subis.
Après la crue d'octobre 2012 qui était restée assez peu médiatisée, le président de la république François Hollande accompagné des ministres de l'Intérieur et de l'Écologie, Manuel Valls et Delphine Batho, vient à Luz-Saint-Sauveur à Saint-Béat puis à Lourdes le 20 juin 2013 et annonce  des moyens. « L'État sera à vos côtés. Nous vous soutiendrons. Nous participerons aux travaux. » et « des mesures seront prises et vite. »
L'arrêté de catastrophe naturelle est publié dès le 28 juin 2013.

## Travaux de reconstruction

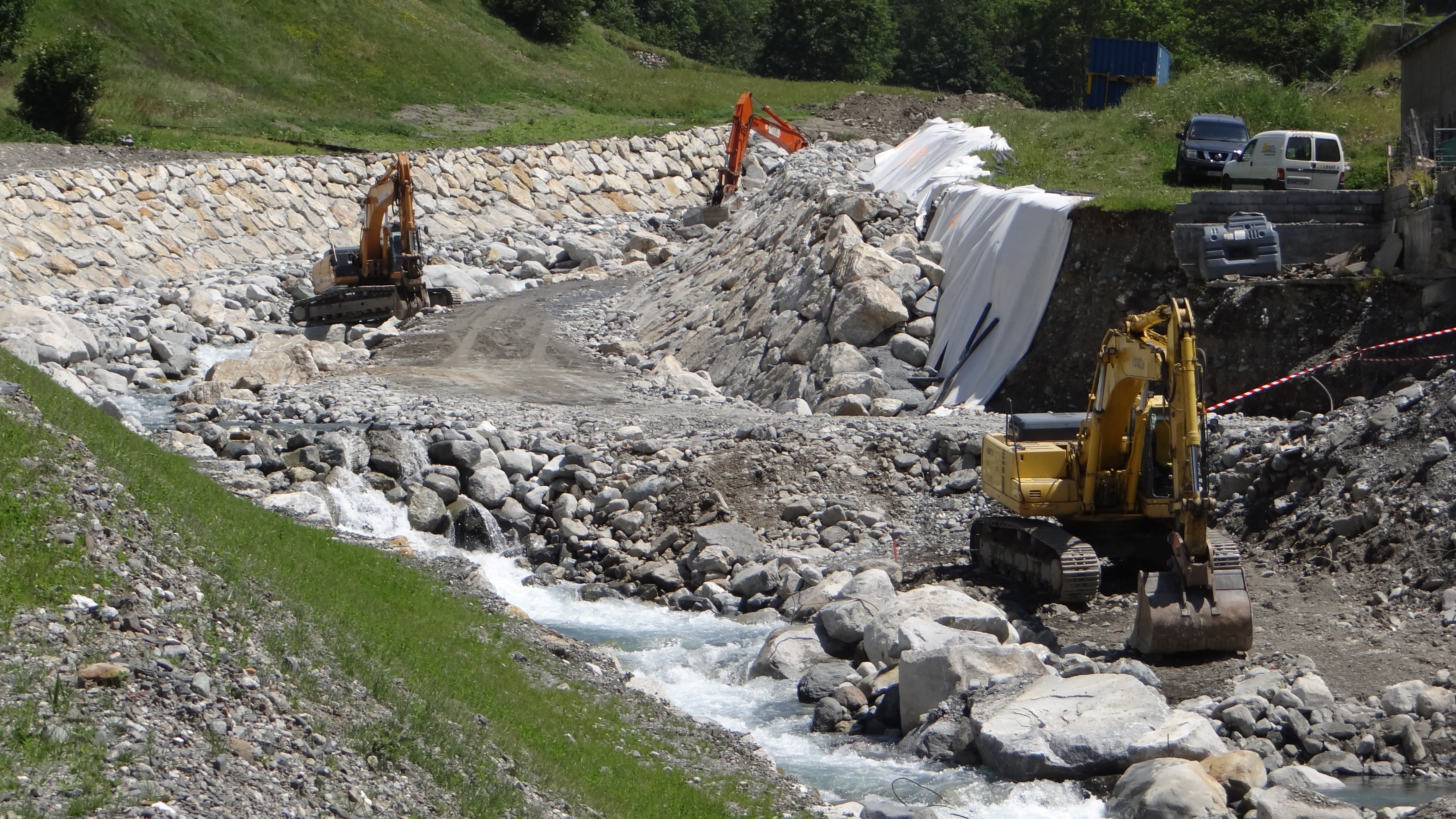
Travaux d'endiguement du Bastan en terrain friable

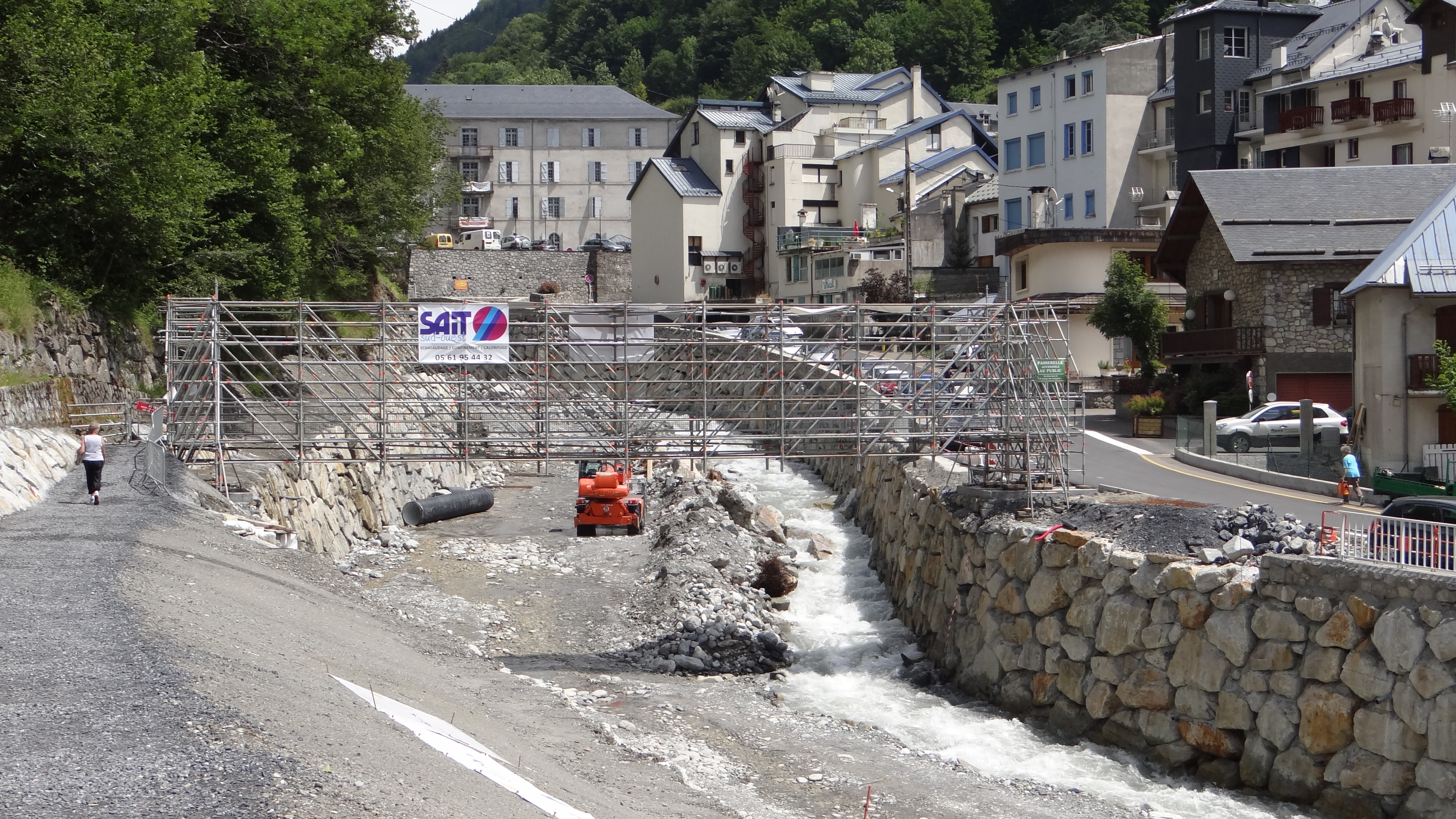
Travaux de pavage et d'endiguement du Bastan dans sa traversée de Barèges

Le coût des travaux de reconstruction sont évalués à 127 millions d'euros pour le département des Pyrénées-Atlantiques et 116 pour les Hautes-Pyrénées. Pour Barèges seul : 15 millions d'euros pour 188 habitants.

### Mise en sécurité du Bastan
En fonction des typologies des terrains rencontrés par le Bastan friable, schisteux ou rocheux, de son environnement urbain ou naturel et de la largeur du fond de vallée les travaux ont nécessité différentes techniques.

#### Zones naturelles larges
Le long du cours du Bastan, les zones larges non urbanisées ont permis  d'élargir le cours d'eau  pour apaiser et décanter les eaux torrentielles.

#### Zones étroites et urbanisées
Dans les zones étroites urbanisés, le Bastan a été canalisées par un enrochement en pavage et souvent les rives enrochées après un bétonnement puis enrochement ou pose de boucliers lorsque les parois sont friables.
Les objectifs recherchés sont un effet d'accélération des eaux, un effet de chasses pour pousser les bouchons de végétales et de minérales qui s'ont provoqué lors des crues et de sécurisation des berges, du bâti. C'est le cas dans la traversée de Barèges ou du parking du Tournaboup.

#### Avalanches et crues

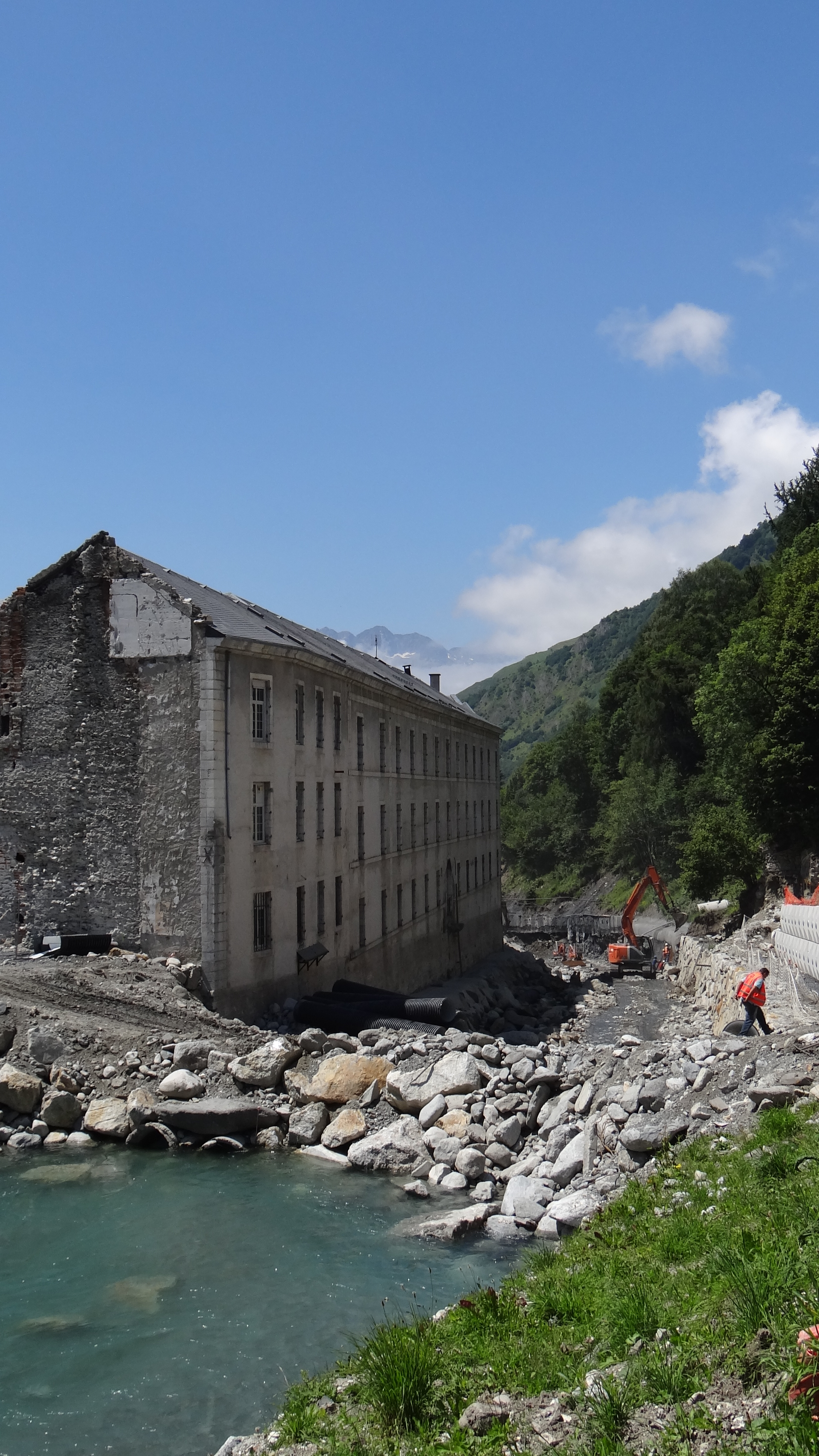
Entrée du Bastan à Barèges, canalisation de dérivation du Bastan avant le couloir du Theil (au fond (niveau de la pelle), à droite)

Une dernière technique pour éviter l'effet cumulé des  bouchons végétales- minérales générés par des couloirs d'avalanches et la montée de crues torrentielles, le Bastan est partiellement dévié en canalisations souterraines au passage de couloir d'avalanche. C'est le cas avant l'ancien bâtiment militaire, avant l'entrée du Bastan à Barèges.

## Galerie

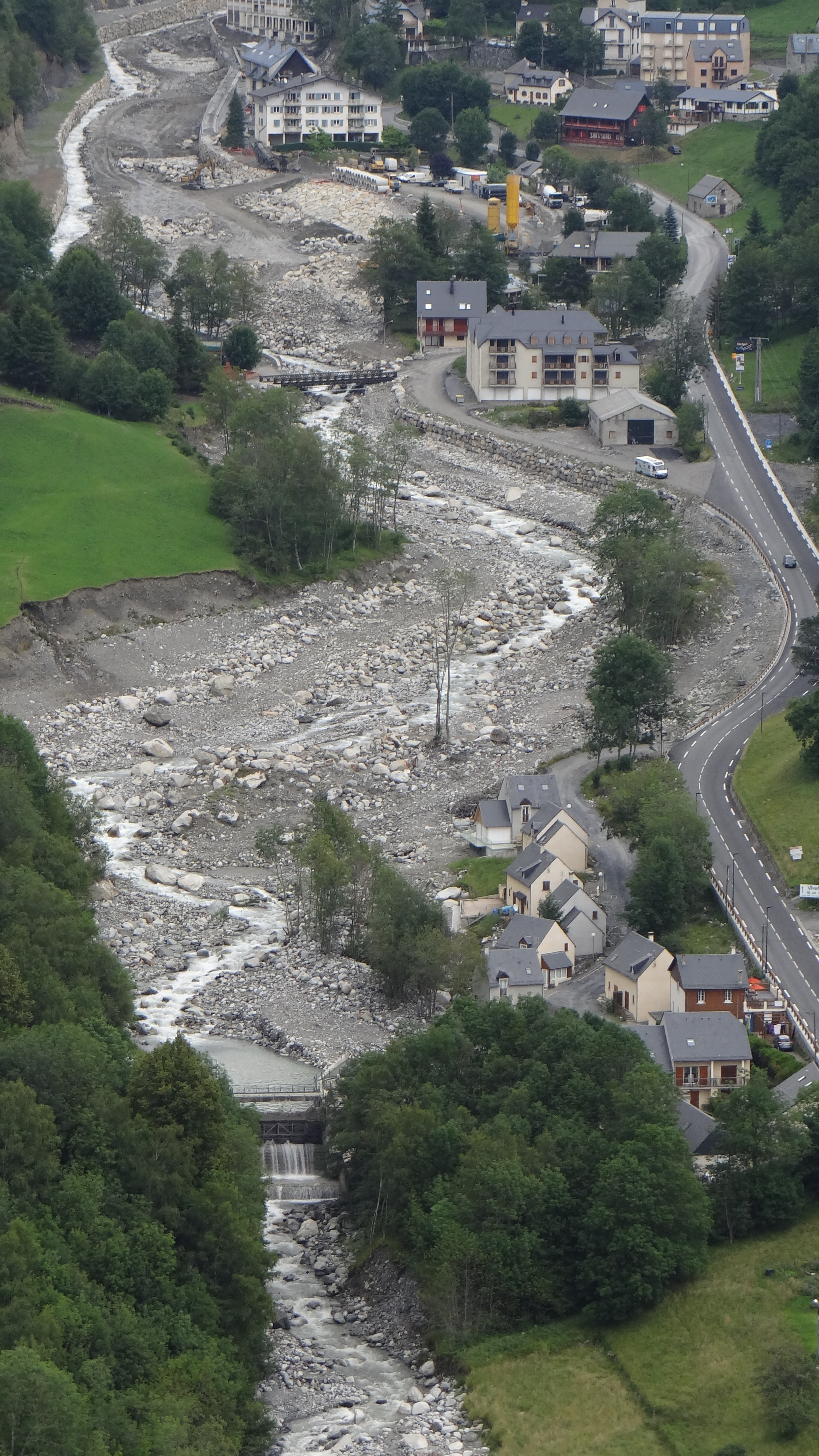
Le bastan à Barèges
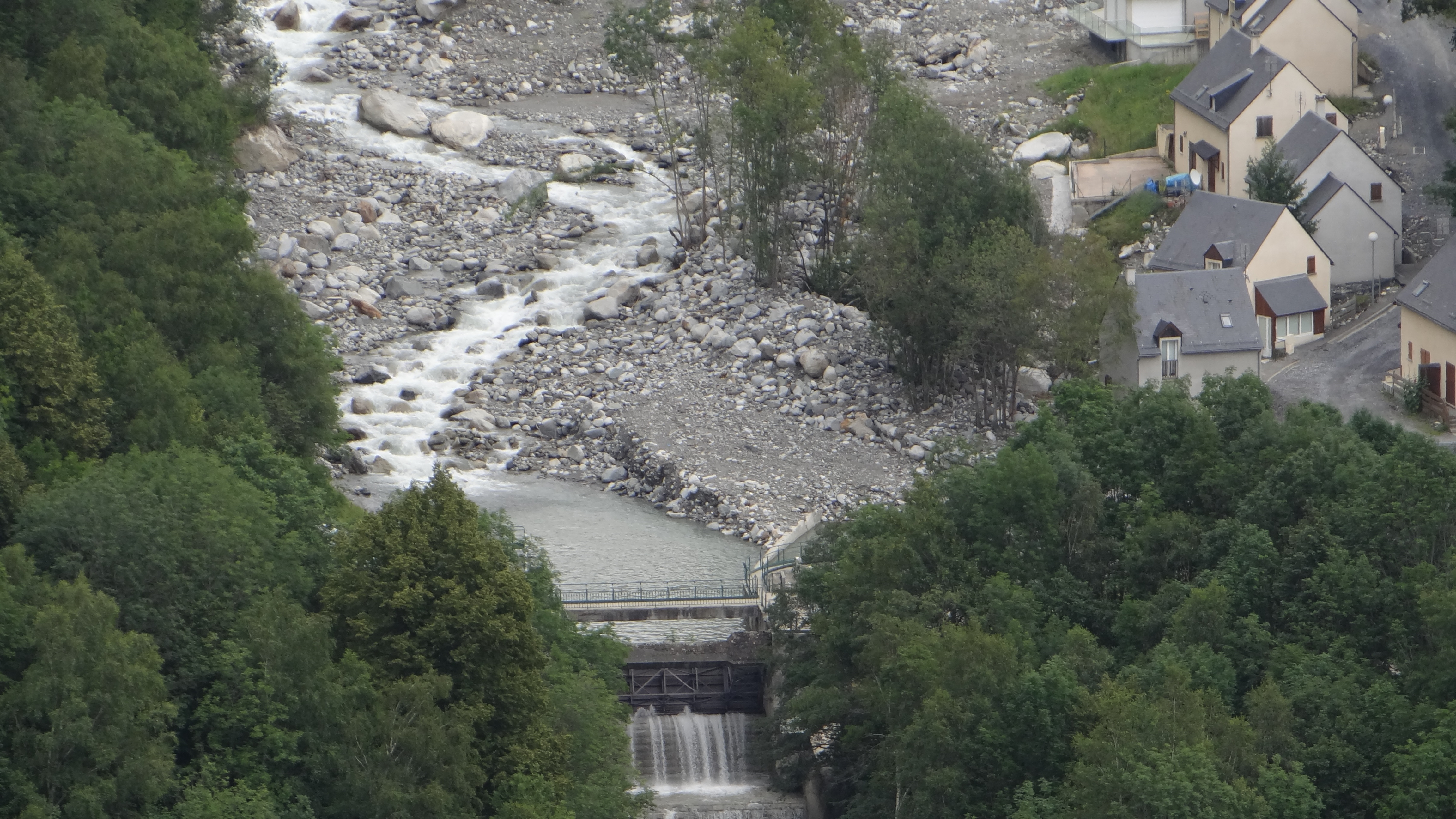
Le bastan au barrage de Cabadur à Barèges
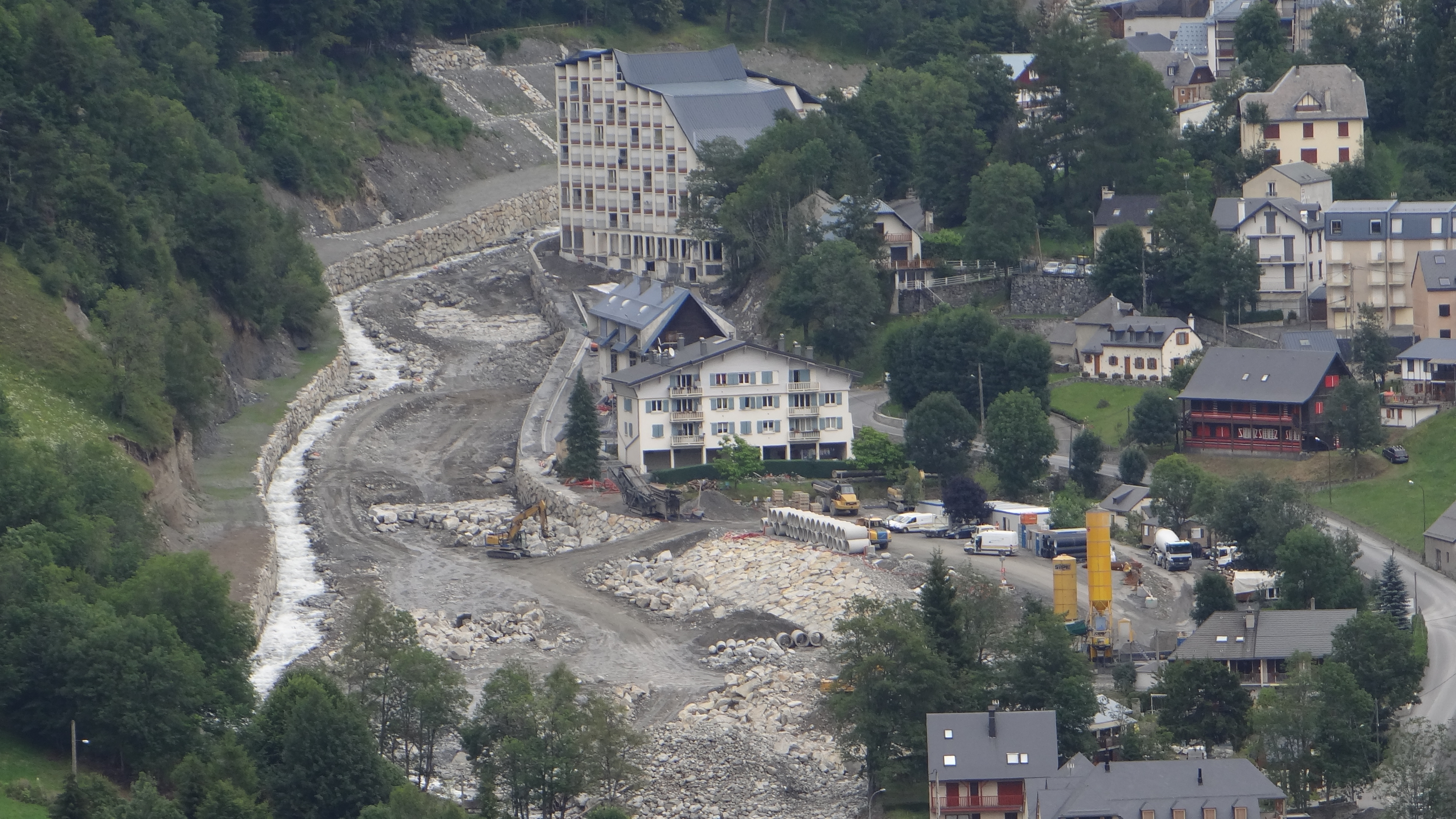
Le bastan à la sortie de Barèges
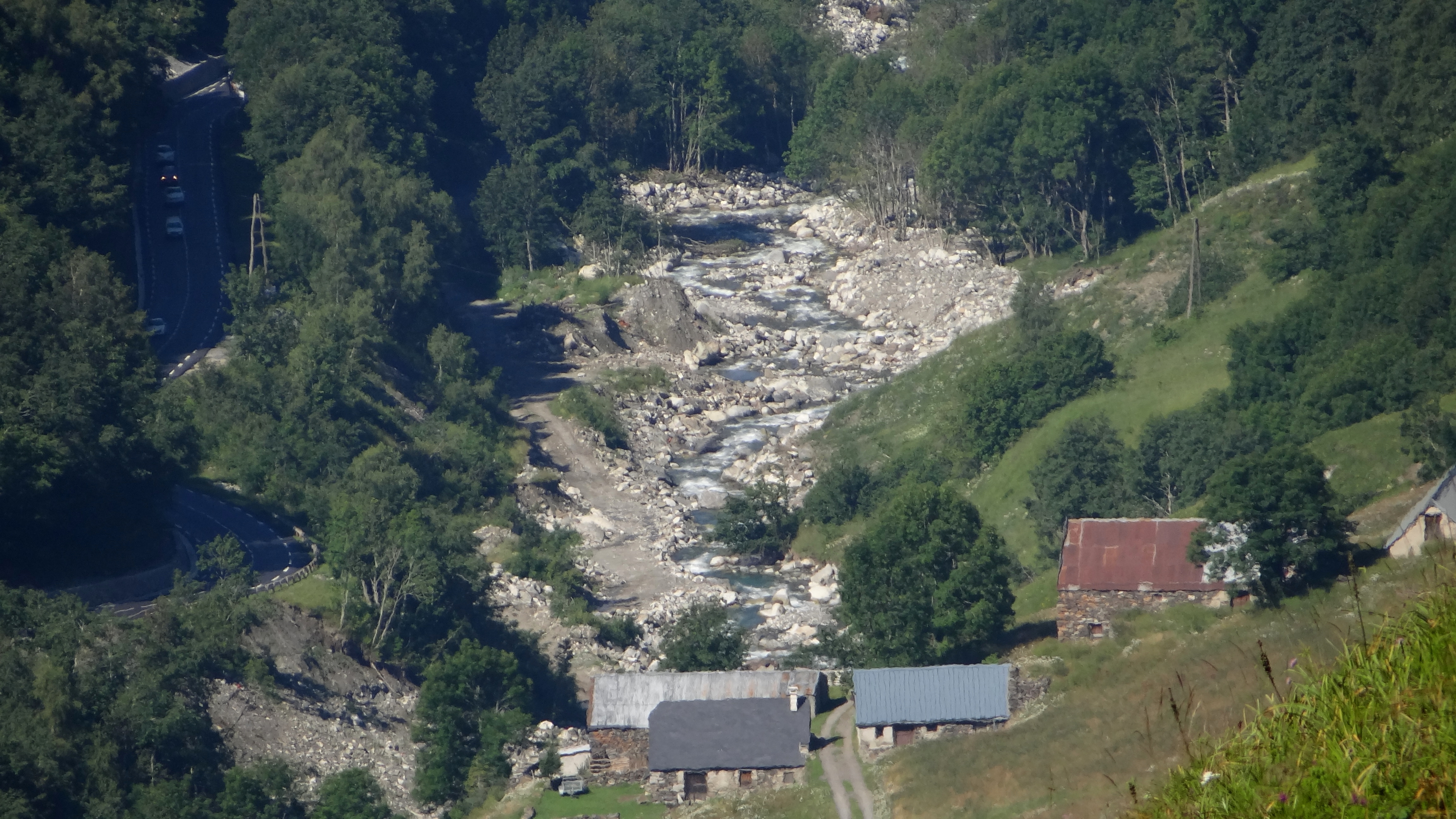
Elargissement du Bastan
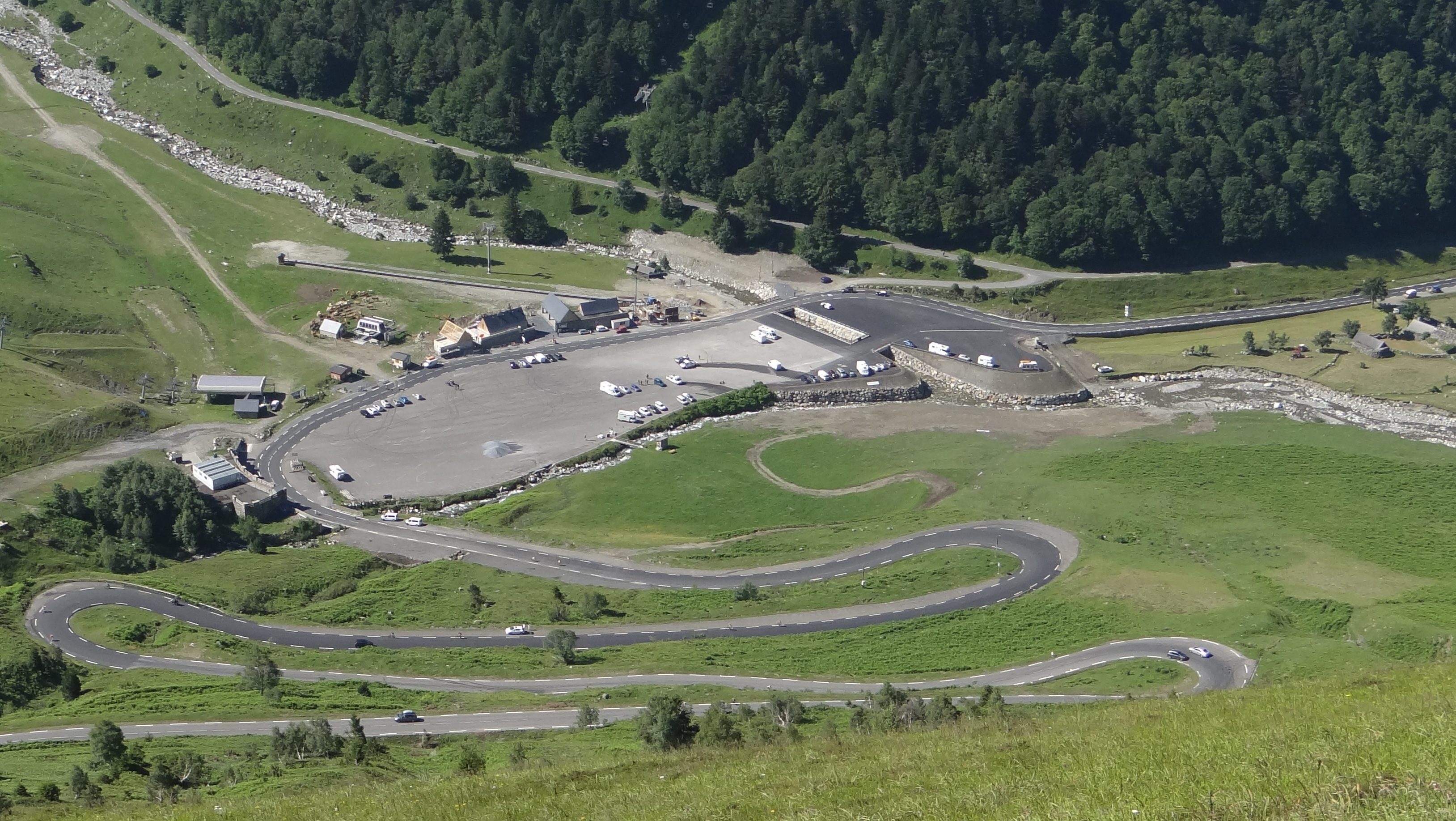
Parking du Tournaboup, pavage et endiguement d'un affluent du Bastan
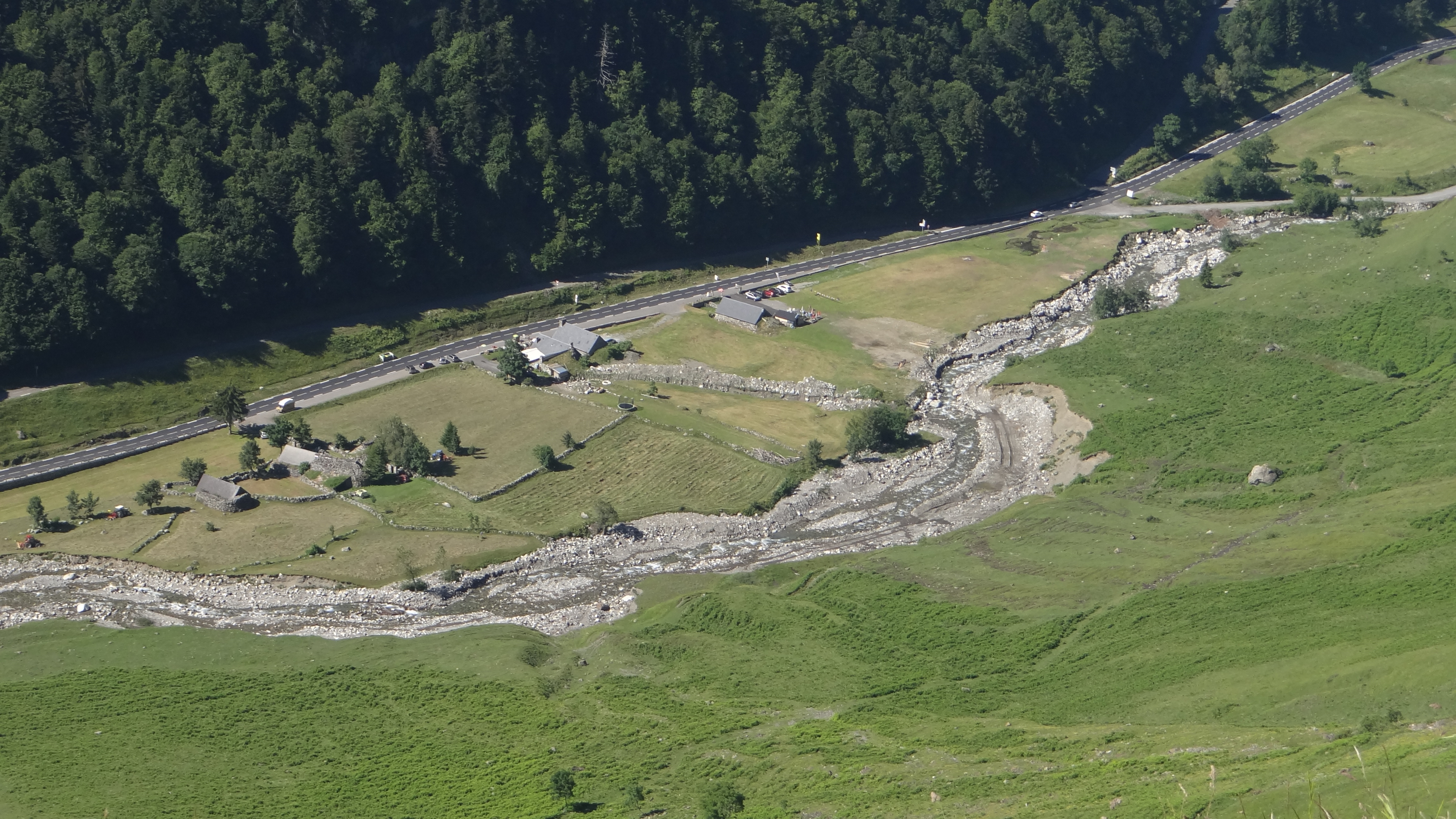
Elargissement du Bastan

## Biosphère

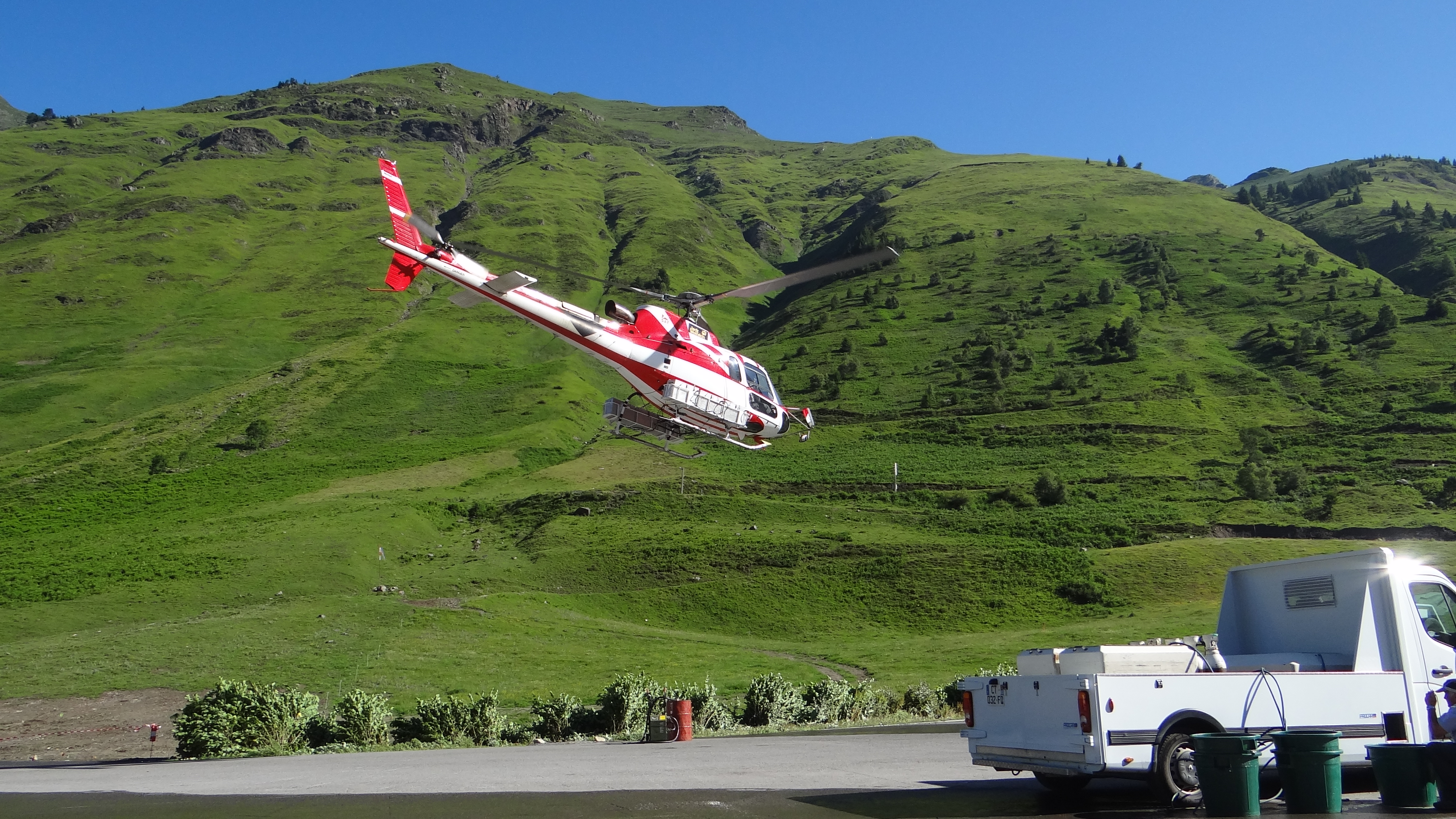
Ré-empoissonnement des lacs à la suite de la crue du Bastan.

Les nombreux lacs d'altitude autour de Barèges ont également subi des dégâts environnementaux. Des ré-empoissonnements sont nécessaires et effectués par hélicoptère.
Une oursonne, fille de Carmélita, a été également emportée par un torrent et retrouvée morte.